# Римські дороги

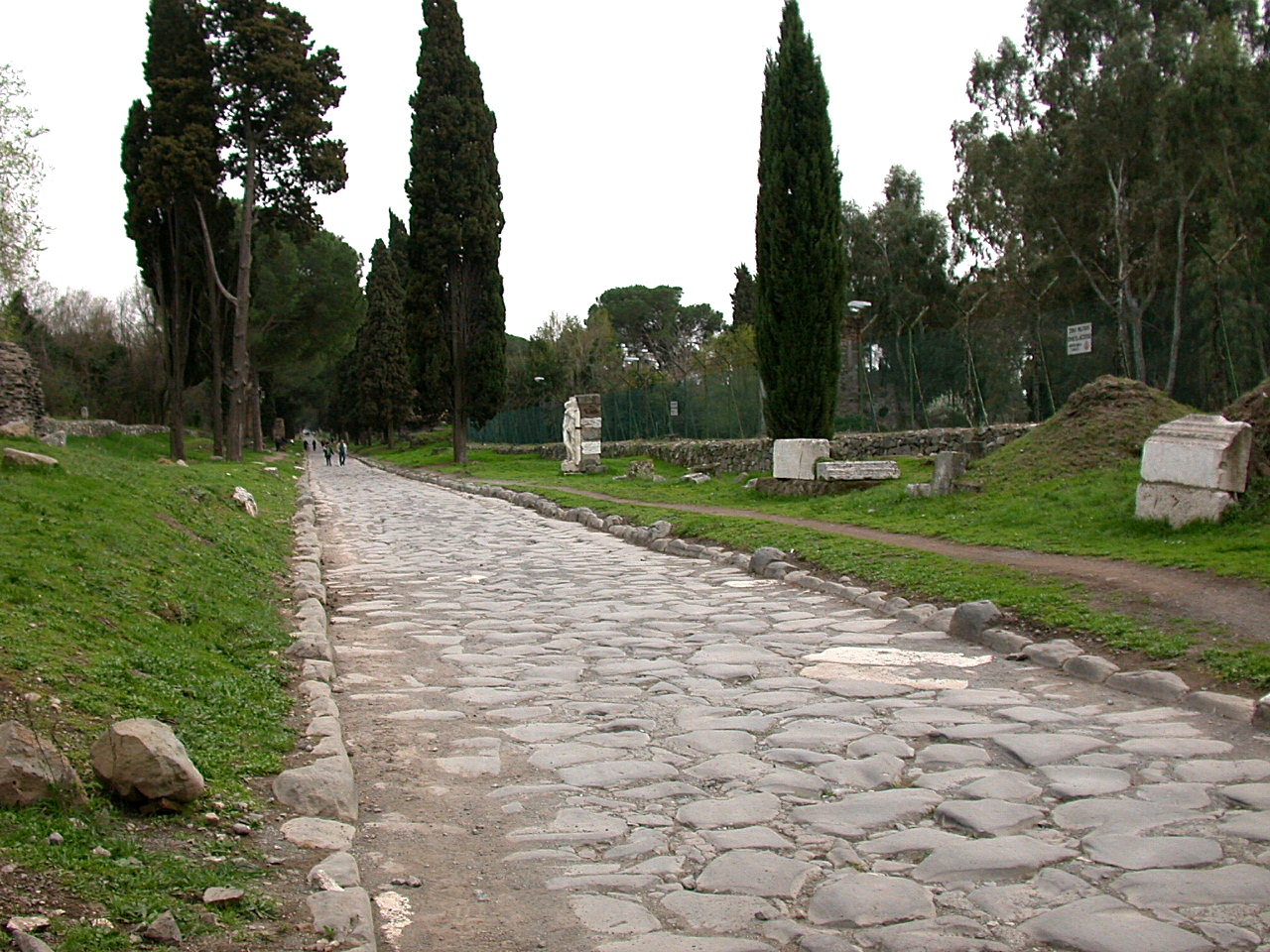
Аппієва дорога

Римляни для воєнних, політичних та економічних цілей починають будівництво довгих прямих доріг. Римські дороги передусім були необхідні для процвітання Імперії, позаяк давали змогу військам пересуватися доволі швидко.
Римляни віддавали перевагу будівництву доріг «навпростець», через це значна кількість торгових шляхів проходила осторонь. Але ці довгі «автостради» були доволі важливі для підтримання стабільності та розвитку Імперії.
Їм давали імена вулиць (лат. viae) міста Рим, що переходили у міжміські шляхи.

## Проєкт і техніки будування
Спочатку будівництво відбувалося спонтанно, дороги мали ім'я міста, до якого вели (дорога Ардеатіна, вела до Ардеї), інші називали за призначенням (дорога Саларія від salaria — «соляна»), або ж на честь народів, до яких можна було дістатися (дорога Латина).
Починаючи з IV ст. до н.е., будування доріг відбувається за іншим принципом, вони прямують до далеких регіонів і в основному призначені для воєнних цілей, і носять імена магістратів, що їх реалізували, переважно цензорів i консулів (наприклад, Аппієва дорога, закладена в 312 р. до н. е., на честь Аппія Клавдія Цека).
Дороги були спроєктовані для тривалого використання: спочатку виривали канаву глибиною близько 45—60 см, яка заповнювалася пластами землі, каменю та піску. Усі пласти дуже добре утрамбовувалися, потім накривалися товстими багатокутними плашками з базальту чи вапняку, які були ідеально з'єднані між собою; канави зовнішніх країв доріг заповнювалися дрібними камінцями. Ці глибокі кам'яні постілі були необхідні для того, щоб дороги залишалися чистими й відносно сухими під час дощів. Ширина доріг була близько 4—6 м, що дозволяло розминутися двом засобам пересування, деколи по боках доріг добудовували тротуари. Дуже часто легіони пересувалися саме такими дорогами.
Карта головних розгалужень доріг та вулиць була викарбувана на мармуровій плиті і знаходилася у Римському Форумі. Її зображення копіювалися на пергамент і розповсюджувалися з картами-додатками другорядних доріг.
Уздовж доріг будували таверни (taberna), де можна було поїсти, зупинитися на ніч або змінити коней.

## Типологія доріг
Дороги з покриттям беруть свій історичний початок від римських вулиць. «Закони Дванадцяти таблиць» (лат. Leges duodecim tabularum), датовані 450 р. до н. е., специфікують, що ширина дороги на прямих відрізках має бути близько 2,45 м і на поворотах сягати 4,90 м. Цей же закон описує конструкцію доріг та правила пересування ними. Завдяки цьому будівництво доріг, що не потребують частого ремонту, перетворилося на ідеологічну ціль.
Із завойовуванням Італії дороги з покриттям простягалися від Рима до найвіддаленіших міст, часто по шляху вже існуючих. Будування дороги вимагало воєнної відповідальності, через це потрапляло до юрисдикції одного з консулів. Цей процес мав навіть військовий термін viam munire, неначе дорога являла собою фортифікацію (укріплення). Окреме місто відповідало за закріпленими за ним дорогами, що римляни позначали терміном viae vicinales.
Одна дорога сполучала два міста. Деякі сполучення простягалися на 90 км. Будівельники намагалися конструювати дороги стандартної ширини, але існують дороги, ширина яких змінюється від 1,10 до 7 м.
Римляни намагалися будувати лише прямі дороги, але, зрозуміло, це було не завжди можливо. Дороги зі значною кількістю різких підйомів та спусків швидко виснажували мандрівників та війська. Тож, зрозумівши свою помилку, римляни будують альтернативні дороги — довші, але легші для руху.
Частіше всього перехрестя доріг були розміщені в центрах невеличких поселень. Усе, що знаходилося на певній віддалі від основної дороги, з'єднувалося з нею viae rusticae, або другорядною дорогою. Як одні, так і інші повинні були мати хоча б якесь покриття, наприклад один пласт щебеню. Такий тип доріг без належного покриття називався viae glareae або sternendae («насипна дорога»).

## Міліарії
Ще на початку 250 р. до н. е. вздовж Аппієвої дороги і після 124 р. до н. е. для переважної більшості інших доріг відстань між містами вимірювали в милях, які нумерувалися за допомоги міліаріїв — каменів відліку миль. Сучасне слово миля походить від латинського milia passuum, що означає тисяча кроків, що відповідає 1480 м. Міліарій являв собою колону округлої форми, основою якої була масивна база прямокутної форми, близько на 60 см заглиблена в землю, висотою 1,50 м, з 50 см у діаметрі та масою більш ніж 2 тонни. На поверхні бази було викарбувано порядковий номер милі даної дороги. Приблизно на рівні очей мандрівника кріпилася також табличка з вказаною відстанню від Римського Форуму, а також офіційна інформація про те, хто був конструктором даної дороги та коли і ким вона ремонтувалася. Міліарії — це важливі історичні документи.
Римляни намагалися все, що і де можливо, підвести під один стандарт, i Октавіан Август, y 20 р. до н. е., встановив Milliarium Aureum (міліаріум авреум, «золотий» міліарій) у Римському Форумі, поруч з храмом Сатурна. Вважається, що всі вулиці/дороги беруть свій початок саме від цього бронзового пам'ятника. На його поверхні був висічений перелік найважливіших міст Імперії та відстань до них. Імператор Костянтин називав його Umbilicus Romae (пуп Риму).
Міліарії дозволяли точно визначати місця та відстані між ними. Також на поверхні записувалися найважливіші події, що відбулися на цій милі.

### Галерея

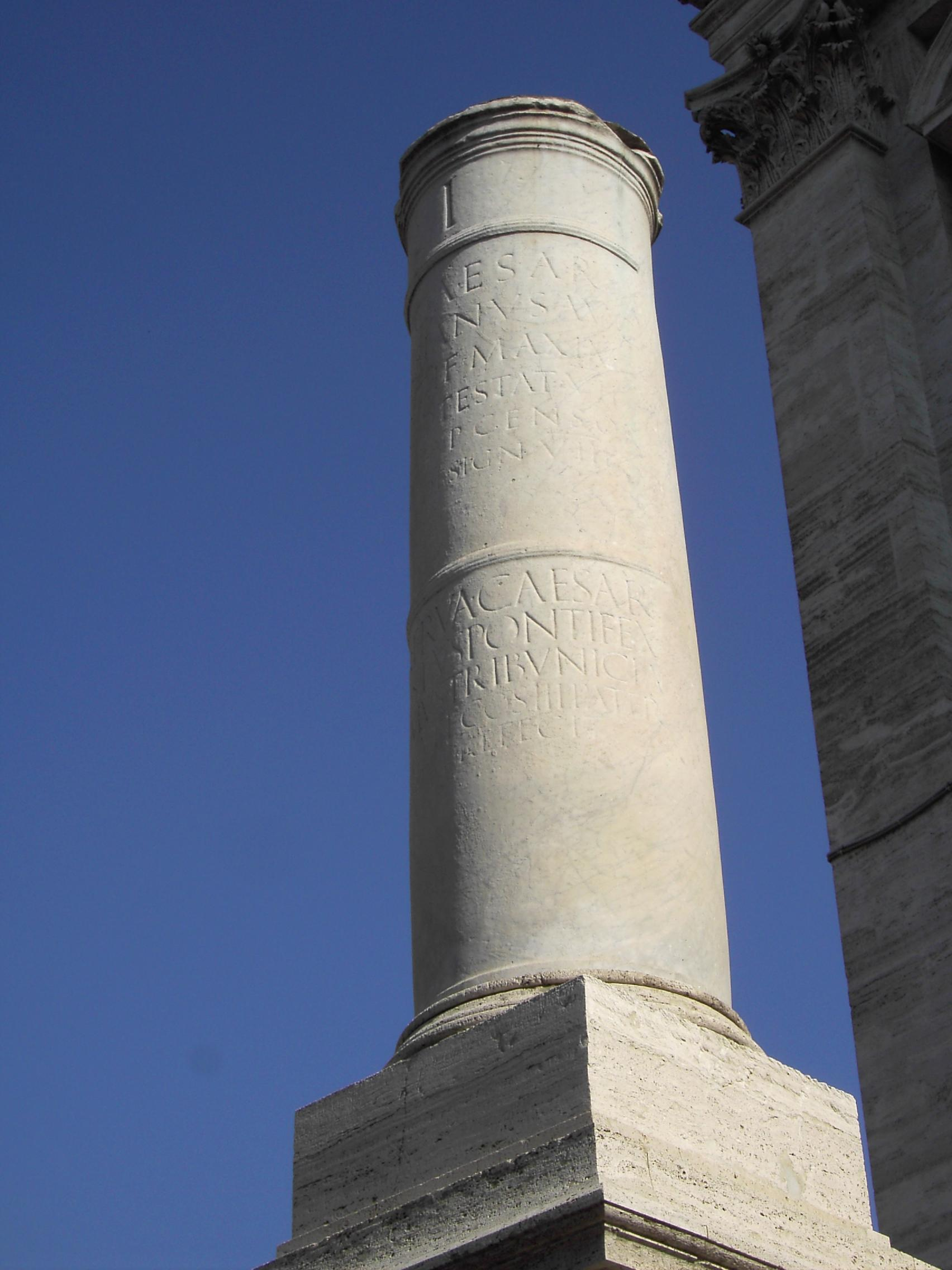
Рим, Капітолій — Miliarium (міліарій), відправна точка консульських доріг
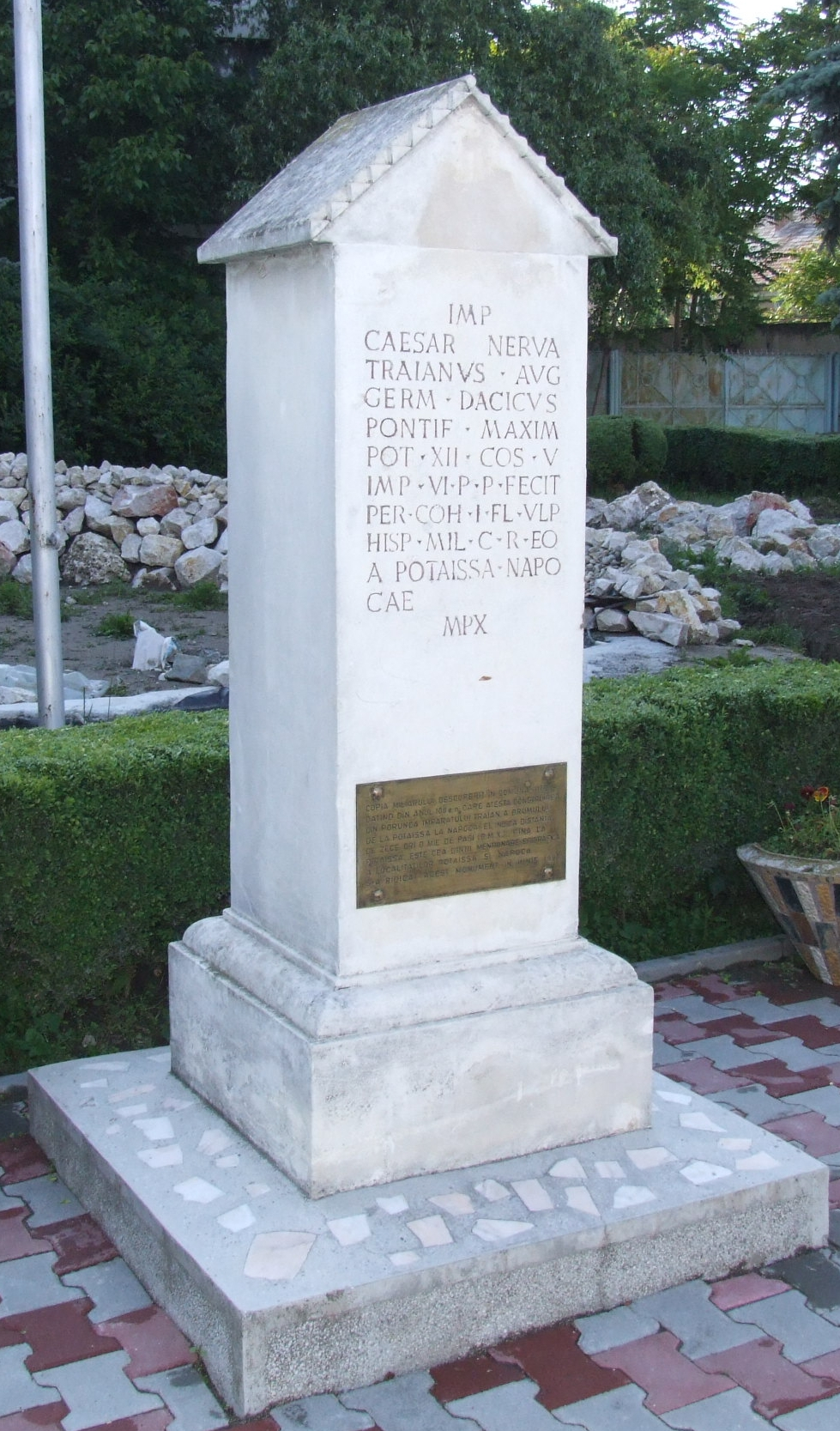
Турда, Румунія — зроблена в 1993 році копія Айтонського мильового каменя, який бере початок з 108 року і показує конструювання дороги з Потаїсси до Напоки, побудованої в римській Дакії на вимогу імператора Траяна
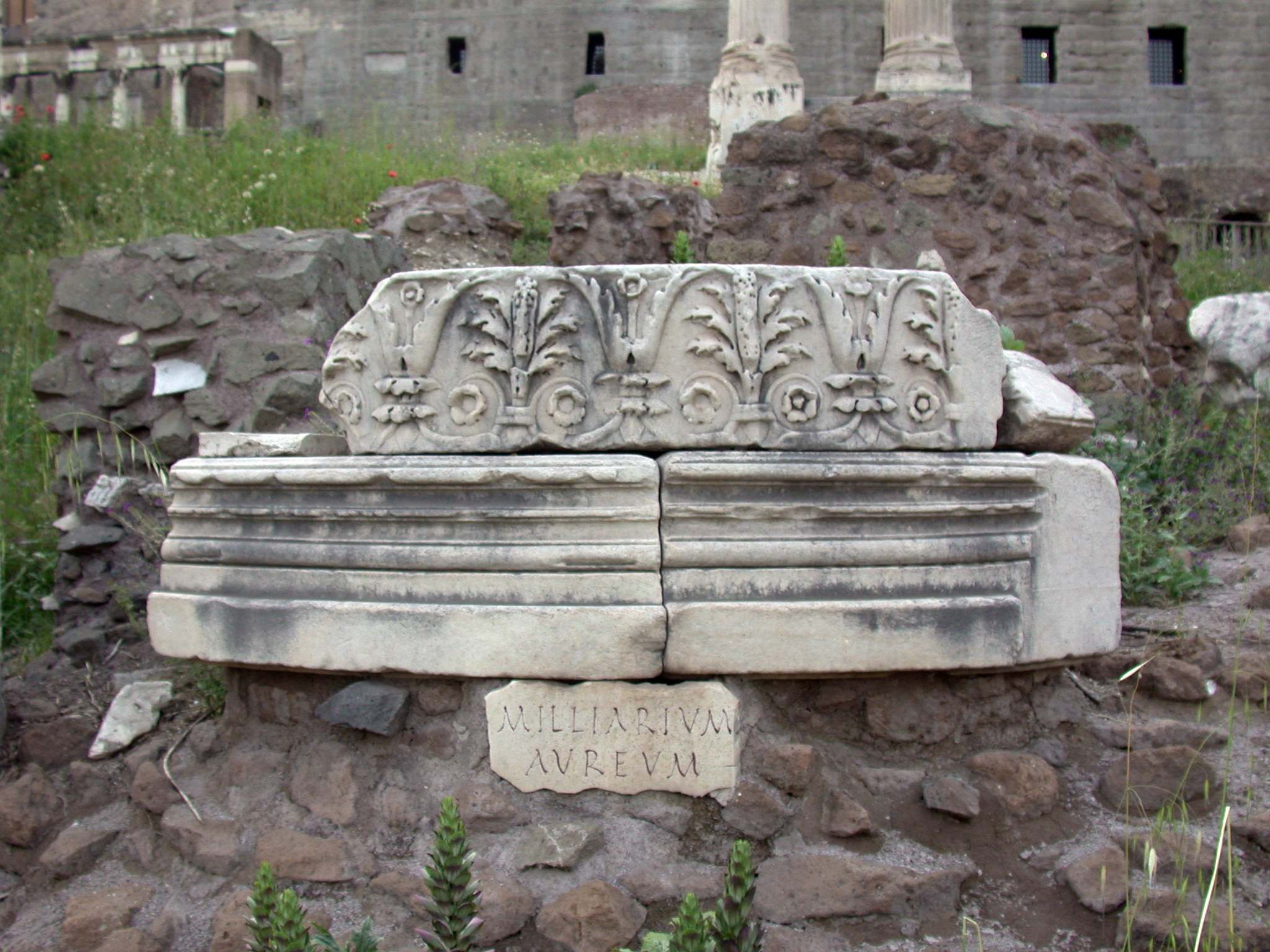
Золотий міліарій на Римському форумі
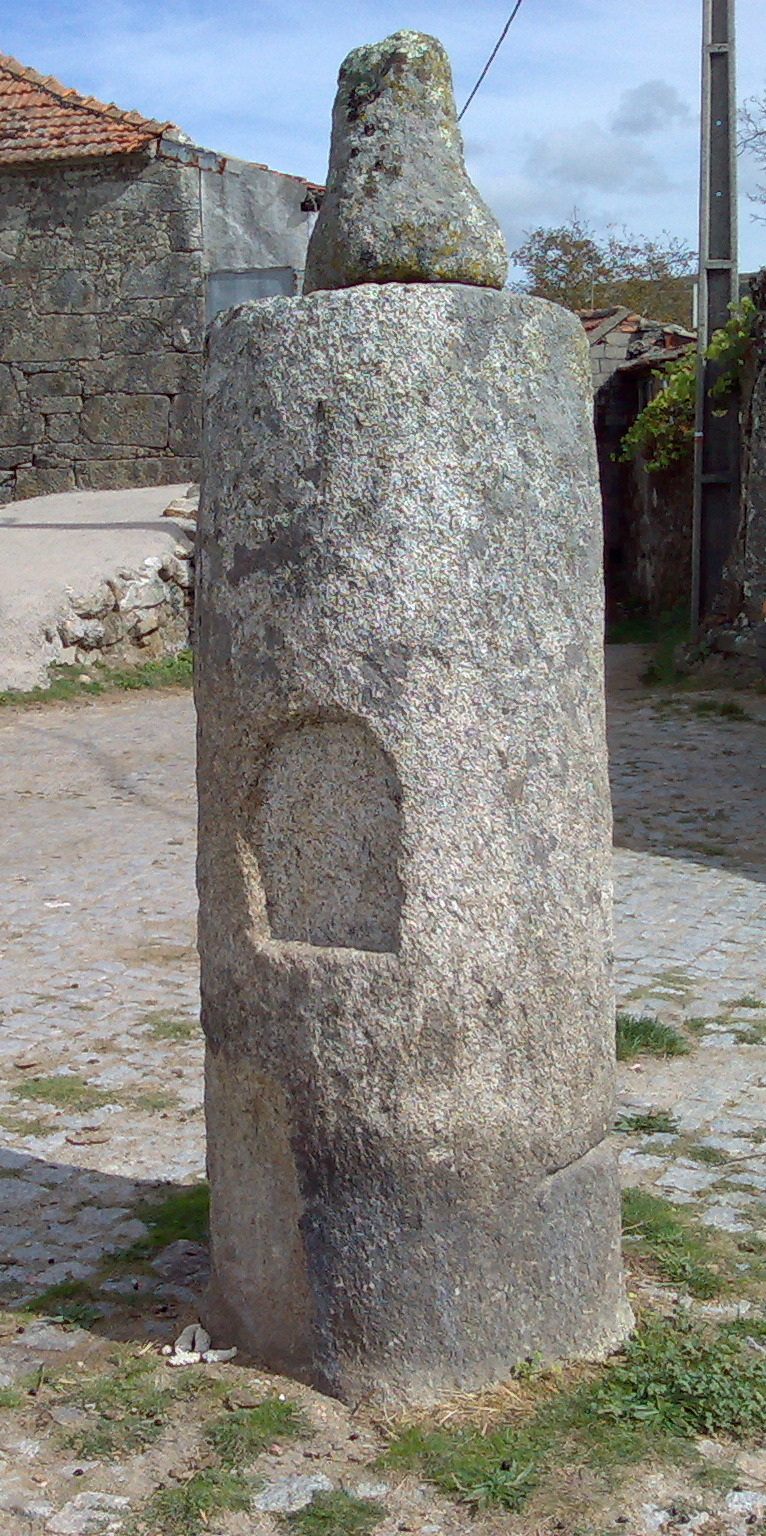
Провінційний міліарій в Альту-Рабагау, Португалія (дорога від Бракари Аугусти (нині Брага) до Астурії)
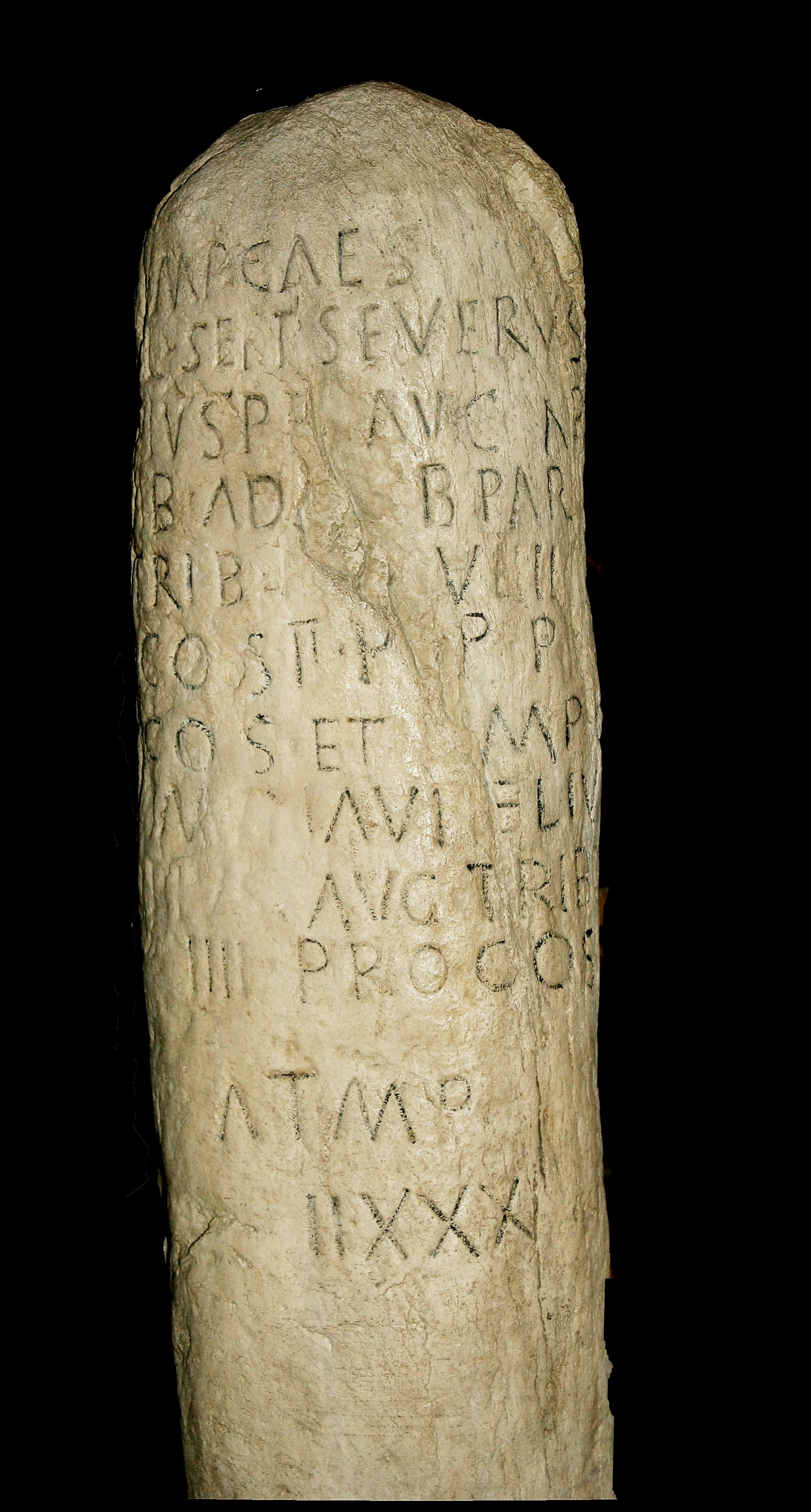
Мильовий камінь, 201 рік. Австрія
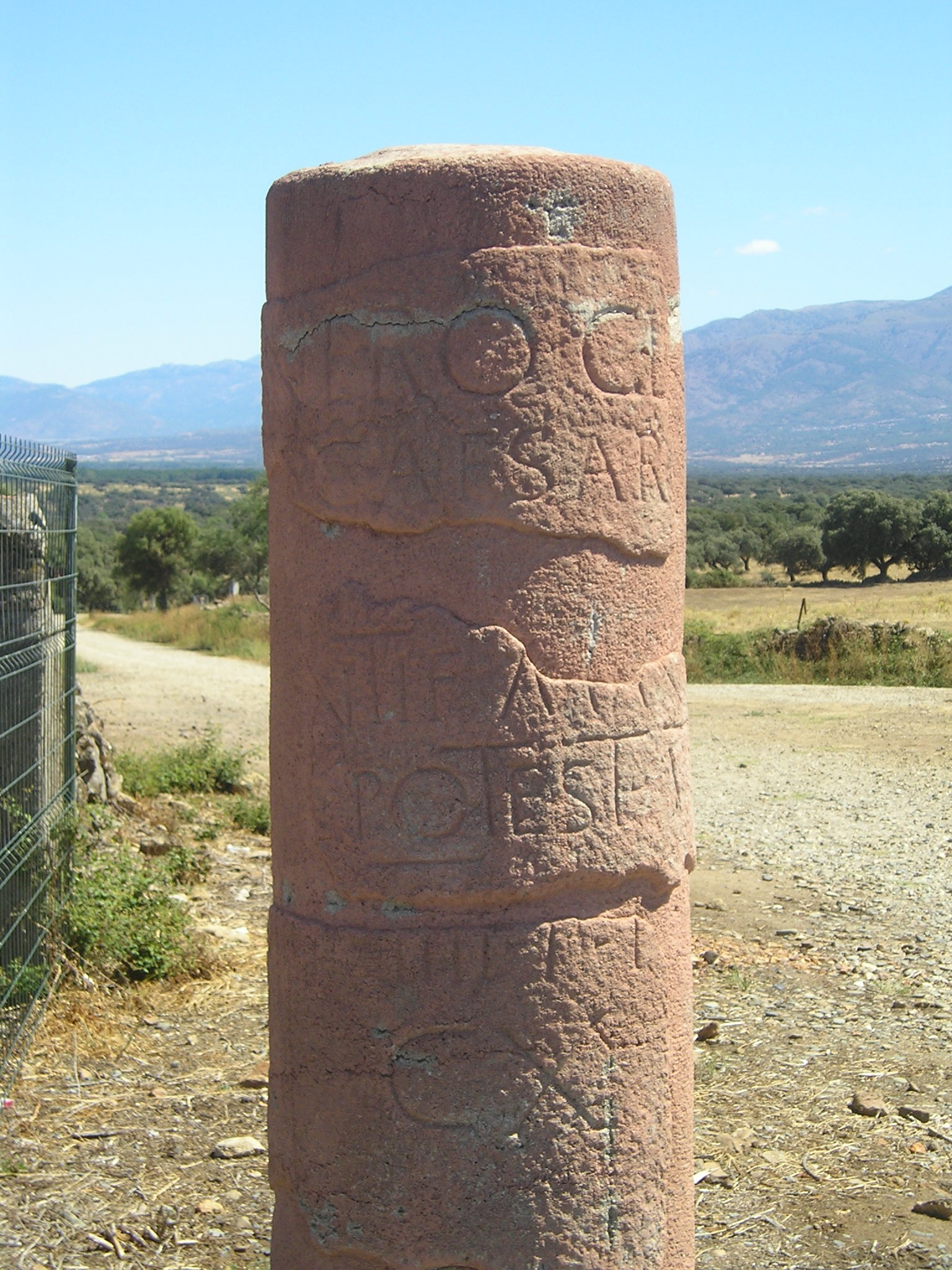
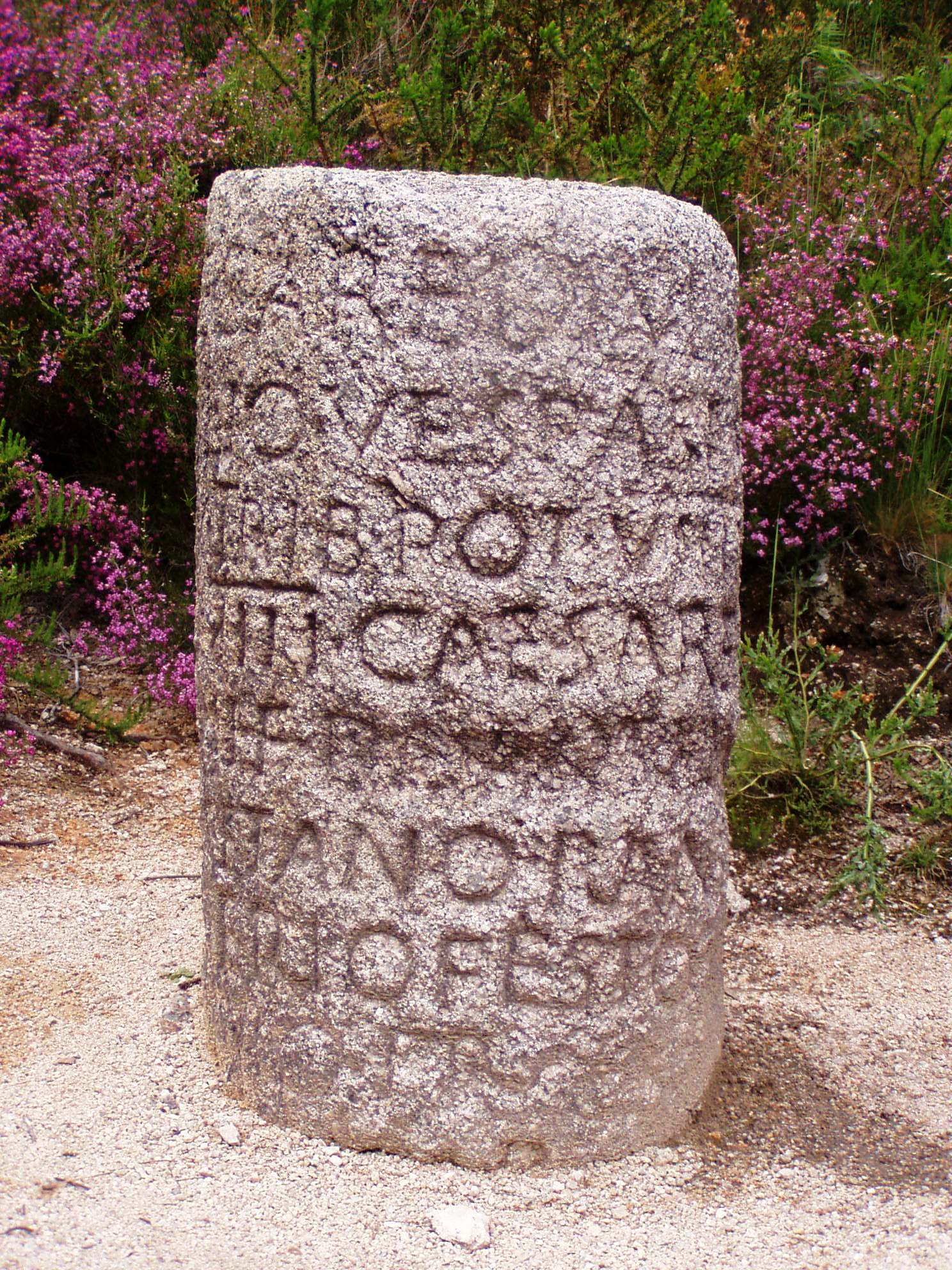

## Пункти зупинки
Легіон під час військового походу не мав необхідності в обладнаному місці для зупинки, адже транспортував у тилу багаж з усім необхідним (impedimenta); легіонери розбивали власний табір (каструм, castrum) щовечора на узбіччі дороги. Але гінці та звичайні мандрівники не мали змоги перевозити з собою все необхідне; у зв'язку з цими обставинами з'явилися державні установи для офіційного використання, обладнані для зупинки, які називалися mansio. У них гості мали користуватися паспортом для посвідчення особи.
На той час засоби перевезення долали близько 8 миль за день, пішоходи долали трохи більшу відстань, i mansiones розташовувалися на відстані близько 15—18 миль між собою. Тут мандрівник отримував у своє розпорядження невеликий будинок для відпочинку. Часто в mansiones розміщувалися війська найближчого міста.
Але і приватним/незалежним мандрівникам необхідно було відпочивати, і в деяких місцях з'являються приватні пункти відпочинку cauponae. Вони мали ті ж функції, що й mansiones, але їх репутація була значно нижчою, тому що часто були притулком для бандитів і повій.
У той же час знатним сім'ям необхідно було відпочивати під час подорожі з покращеними умовами. За тогочасними законами, господарі приватних будинків, що знаходилися поблизу дороги, не мали права відмовити знатній людині в ночівлі. Можливо, це дало поштовх до створення таберен (tabernae), термін, що тоді більше означав «пансіон», ніж «таверна».
Існував також інший тип обслуговування під час зупинок, для засобів перевезення та тварин: mutatio (пункти заміни). Вони розташовувалися на відстані 12—18 миль. Тут можна було відремонтувати воза чи показати коня спеціалізованому лікареві. Користуючись пунктами такого типу, імператор Тіберій зміг подолати 296 кілометрів (184 милі) всього за 24 години.

## «Всі дороги ведуть до Риму»
Відоме прислів'я «Всі дороги ведуть до Риму» (лат. omnes viae Romam ducunt) має під собою фактичну основу. Річ у тім, що всі дороги Давнього Риму були спроєктовані таким чином, щоб з'єднати всі провінції з головним містом Імперії, і саме Рим будував ці самі дороги. У пік розквіту Імперії мережа доріг сягала близько 80 000 км, серед яких 29 доріг сполучали Рим з іншими містами Італії, інші пронизували решту території Імперії, від Британії до Месопотамії, від Геркулесових стовпів (Columnae Herculis) до Каспійського моря. На дорогах були встановлені міліарії, на яких було вказано дистанцію в милях від золотого (нульового) міліарія (Milliarium aureum), який був розміщений у Римському Форумі. Тому подорожній, який потрапив на римську дорогу, міг без зусиль знайти шлях до столиці стародавньої держави, — для того, щоб не заблукати, потрібно було на перехрестях вибирати найширшу з наявних доріг.

## Галерея

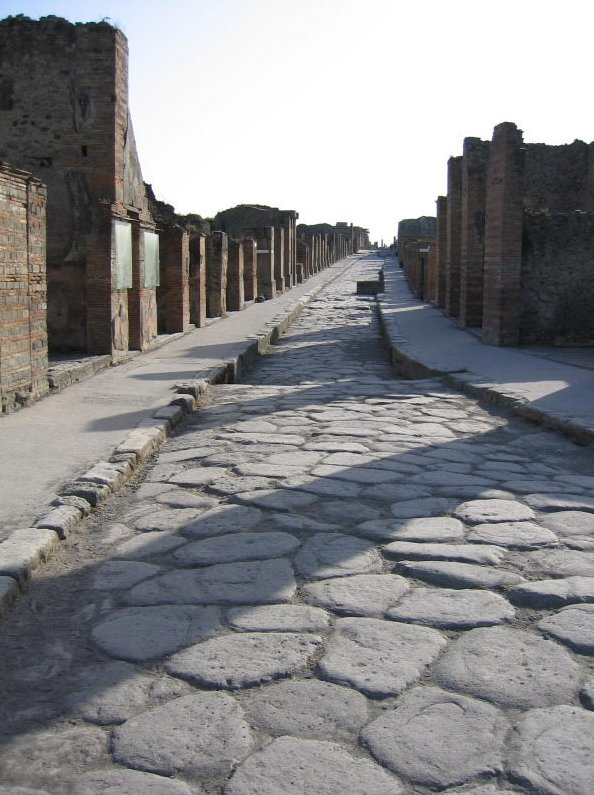
Вулиця у Помпеях, Італія
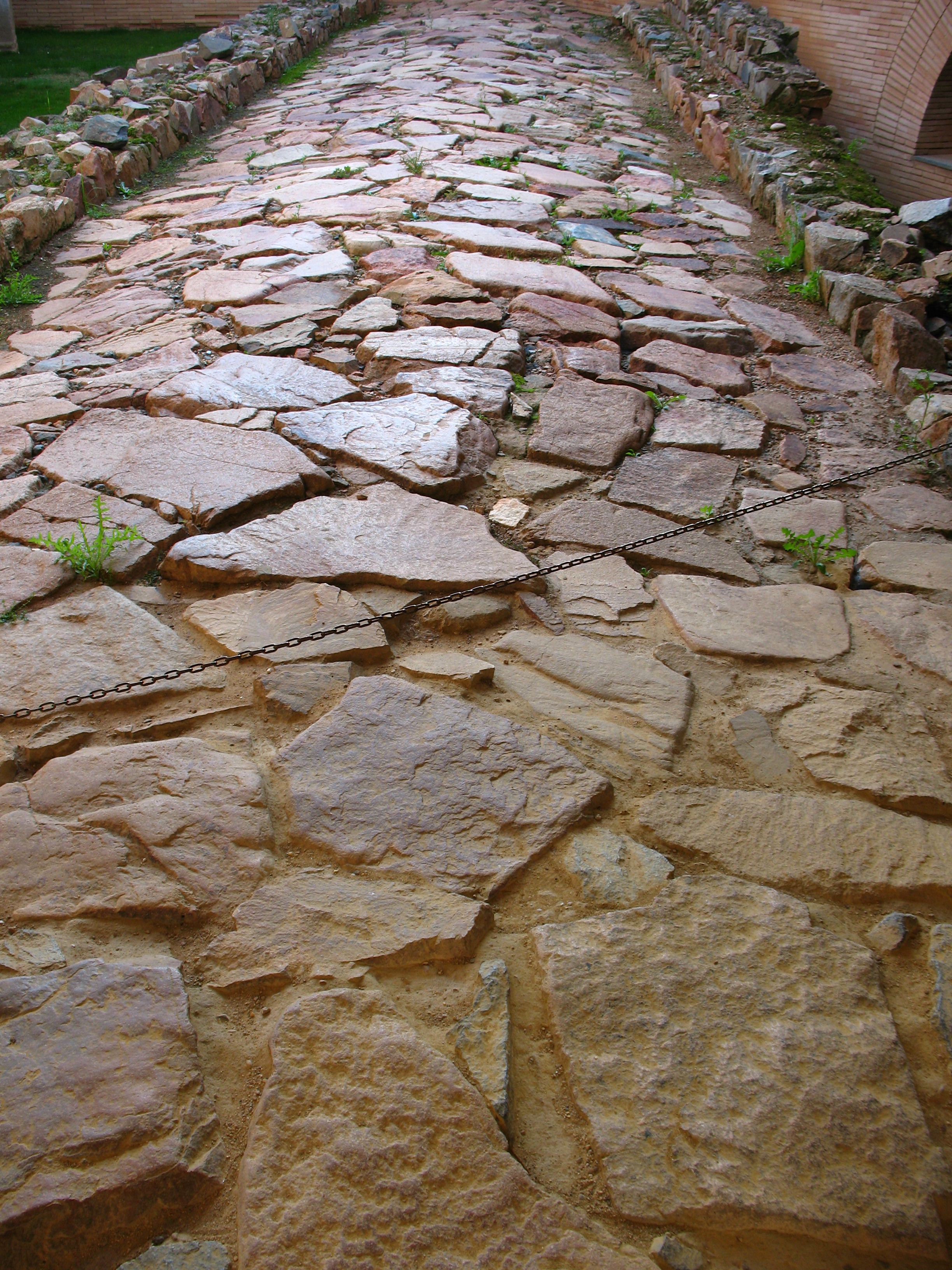
Римська дорога у Мериді, Іспанія
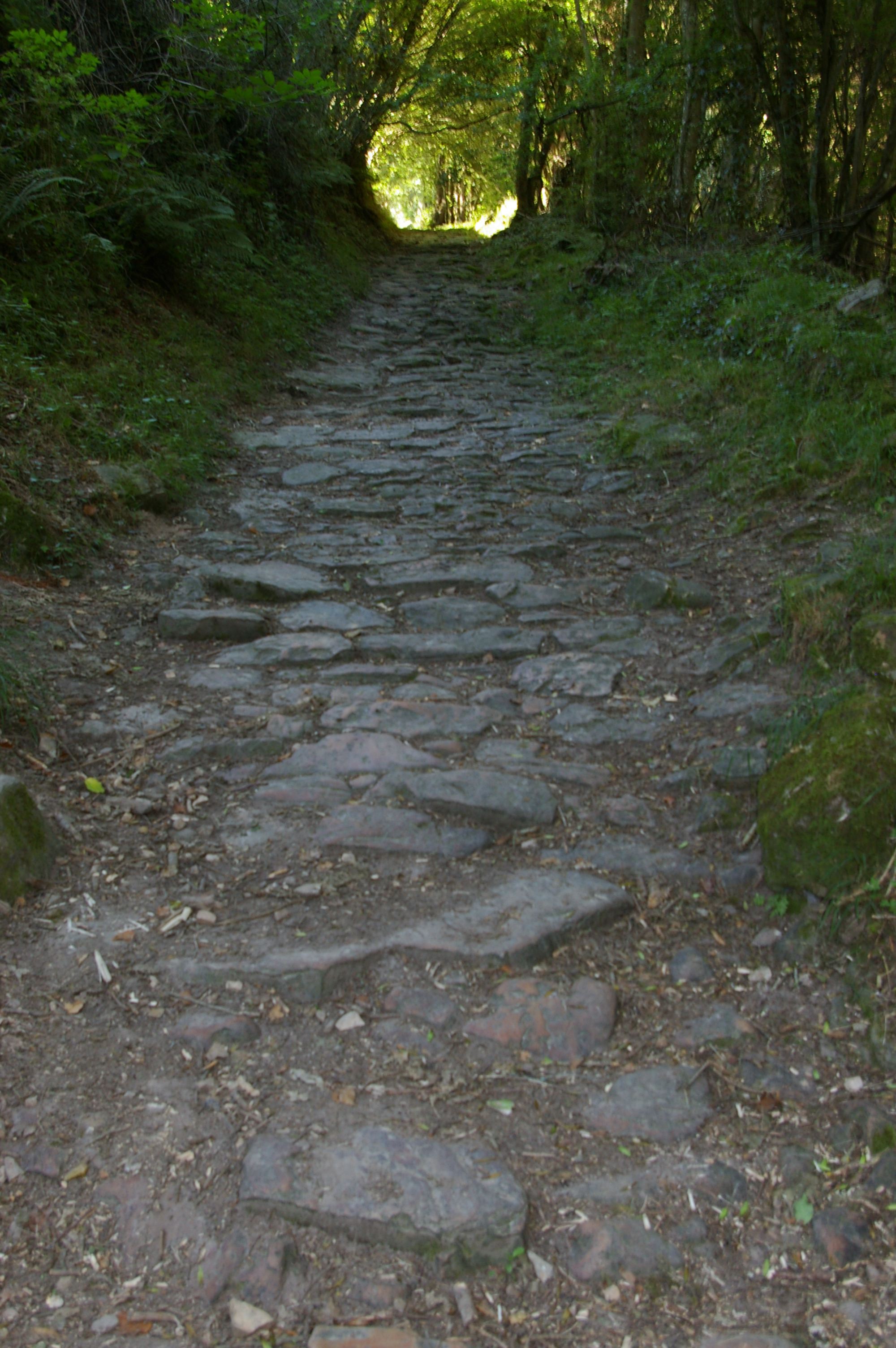
Римська дорога біля Сент-Сюзанн, Франція
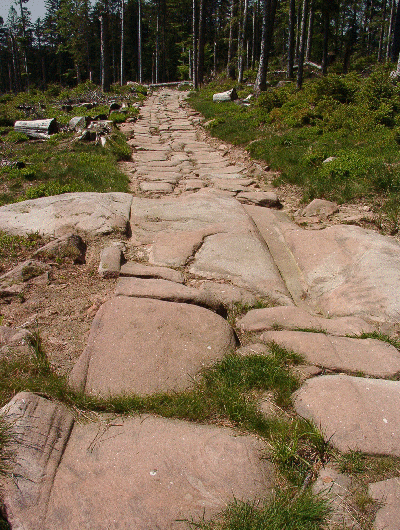
Римська дорога біля Раон-ле-Ло, Франція
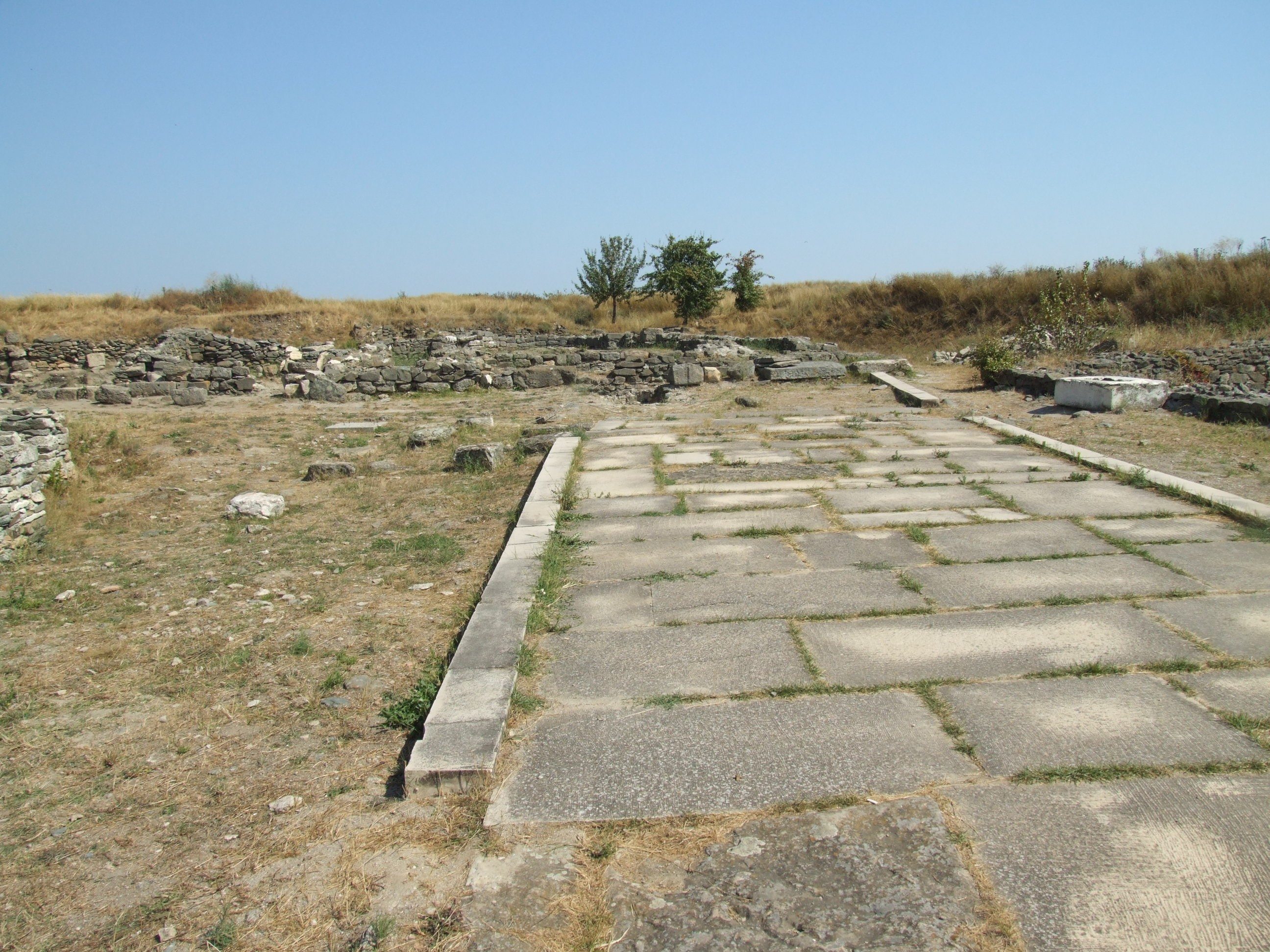
Дорога в Істрії
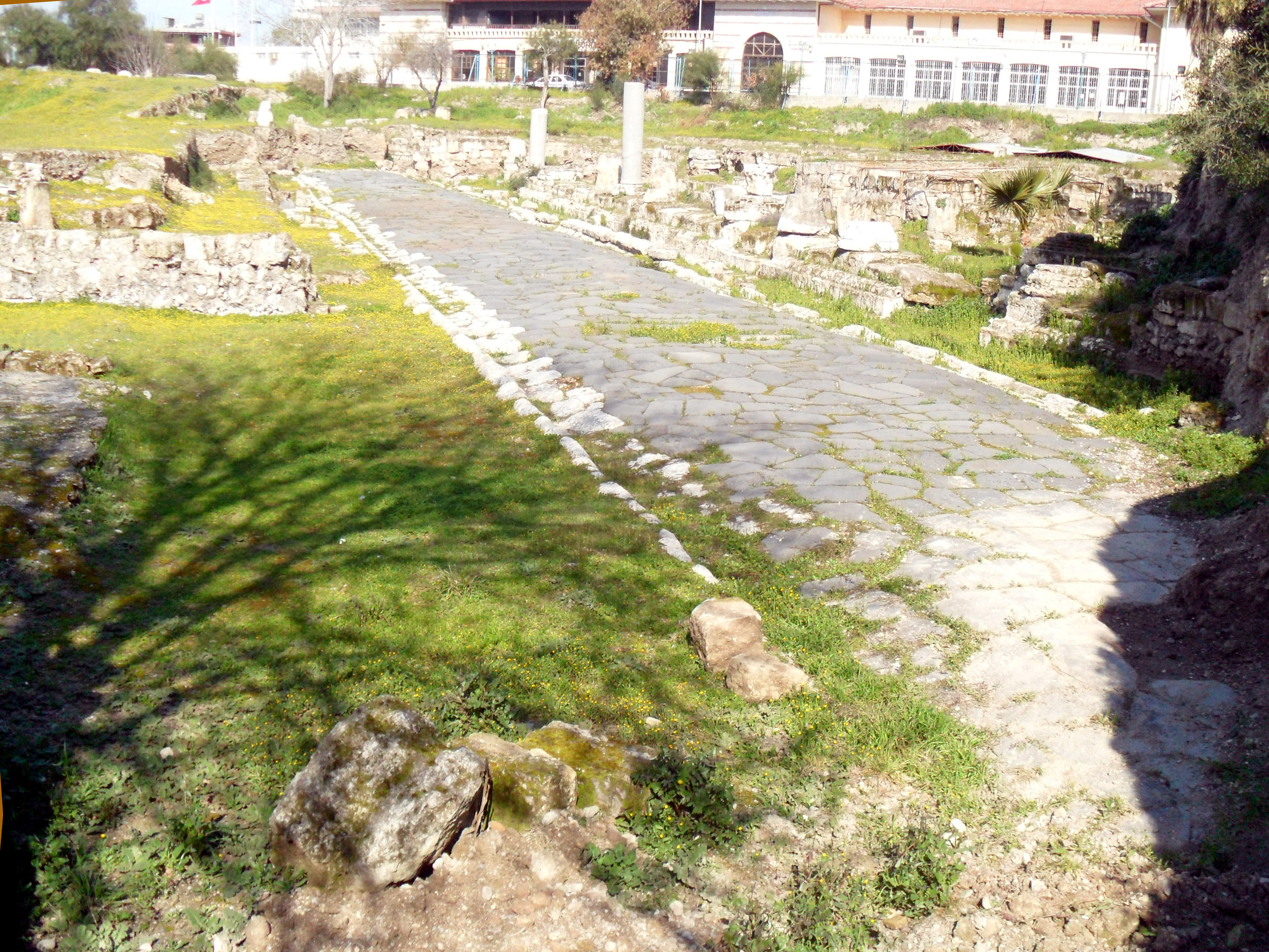
Римська дорога у Тарсі, іл Мерсін, Туреччина
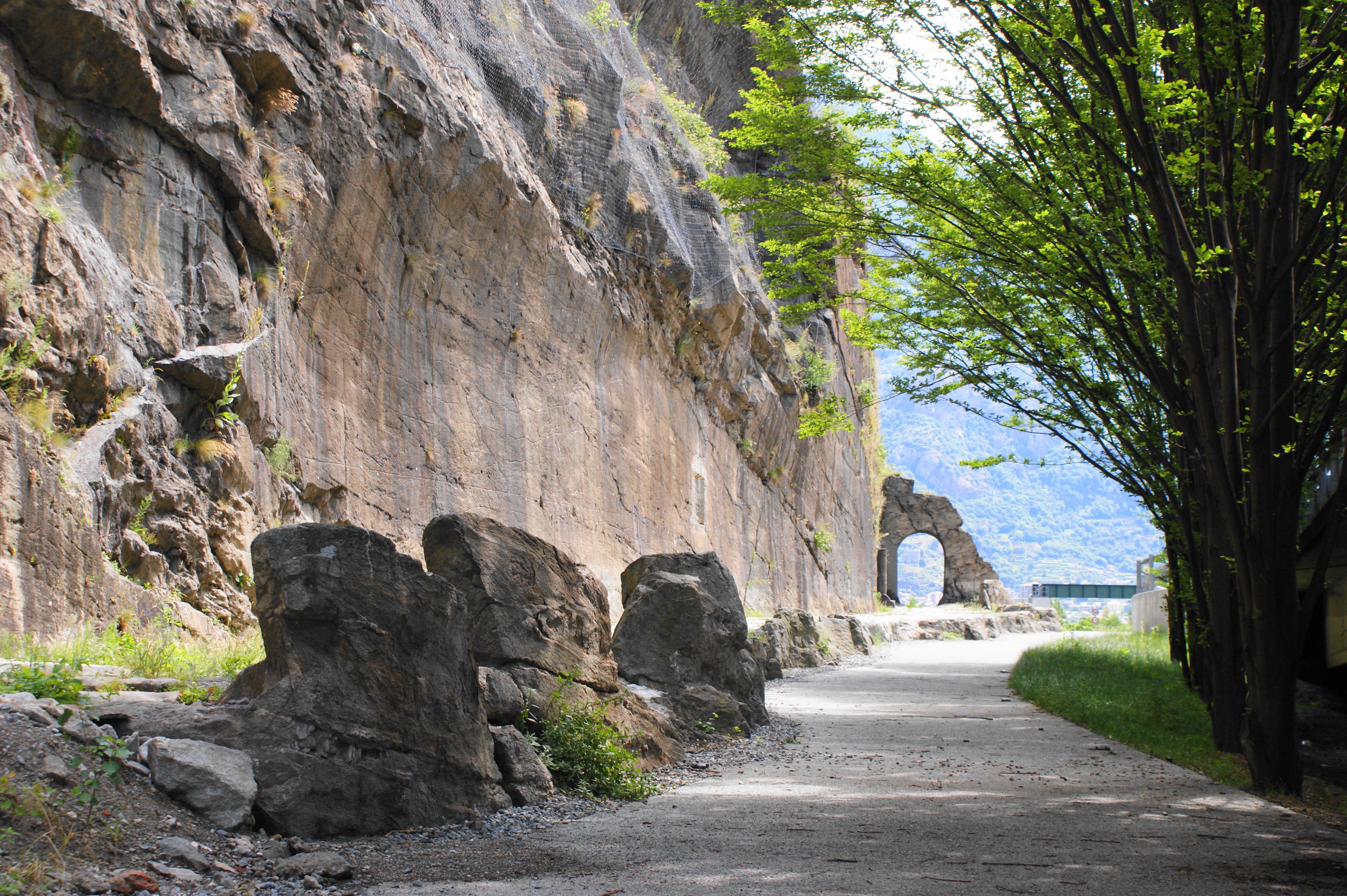
Консульська дорога в Галлії
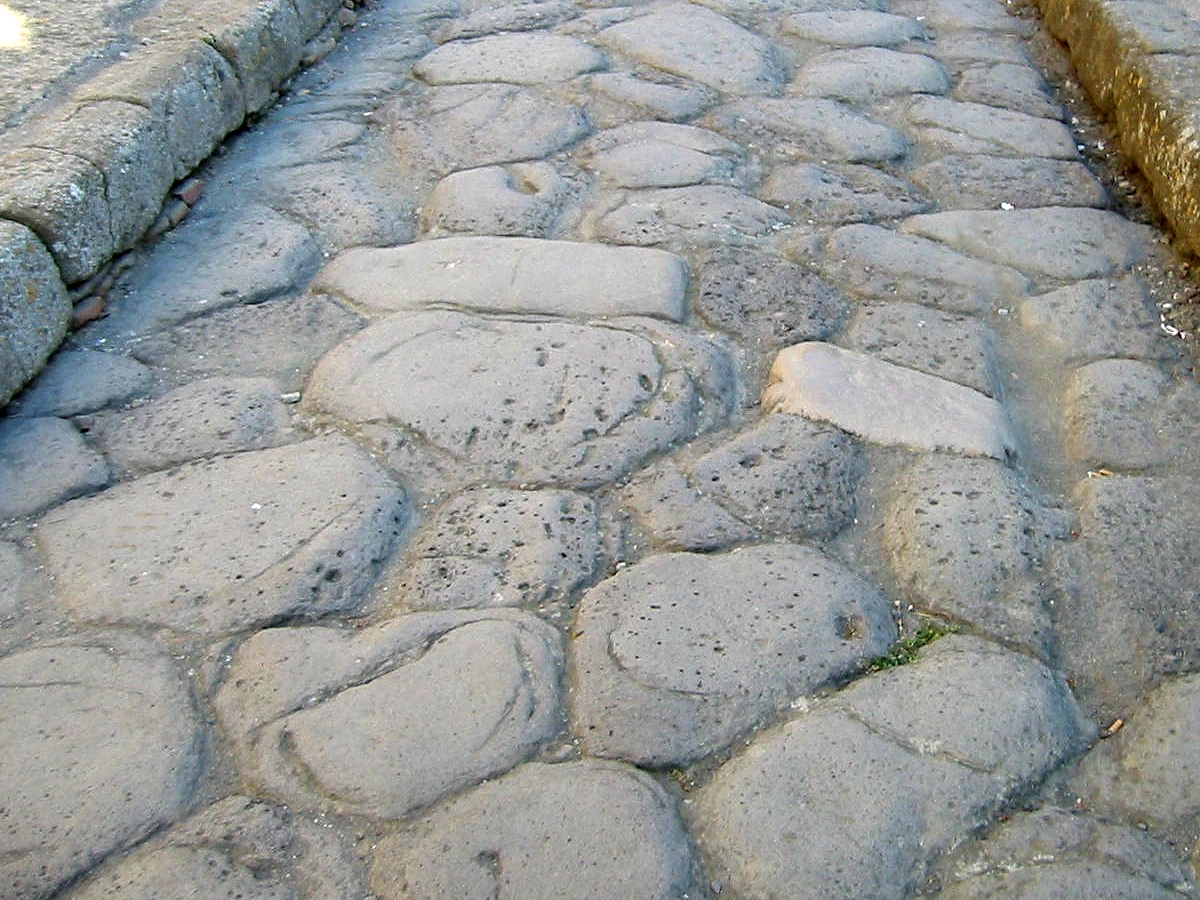
Дорога в Геркуланумі
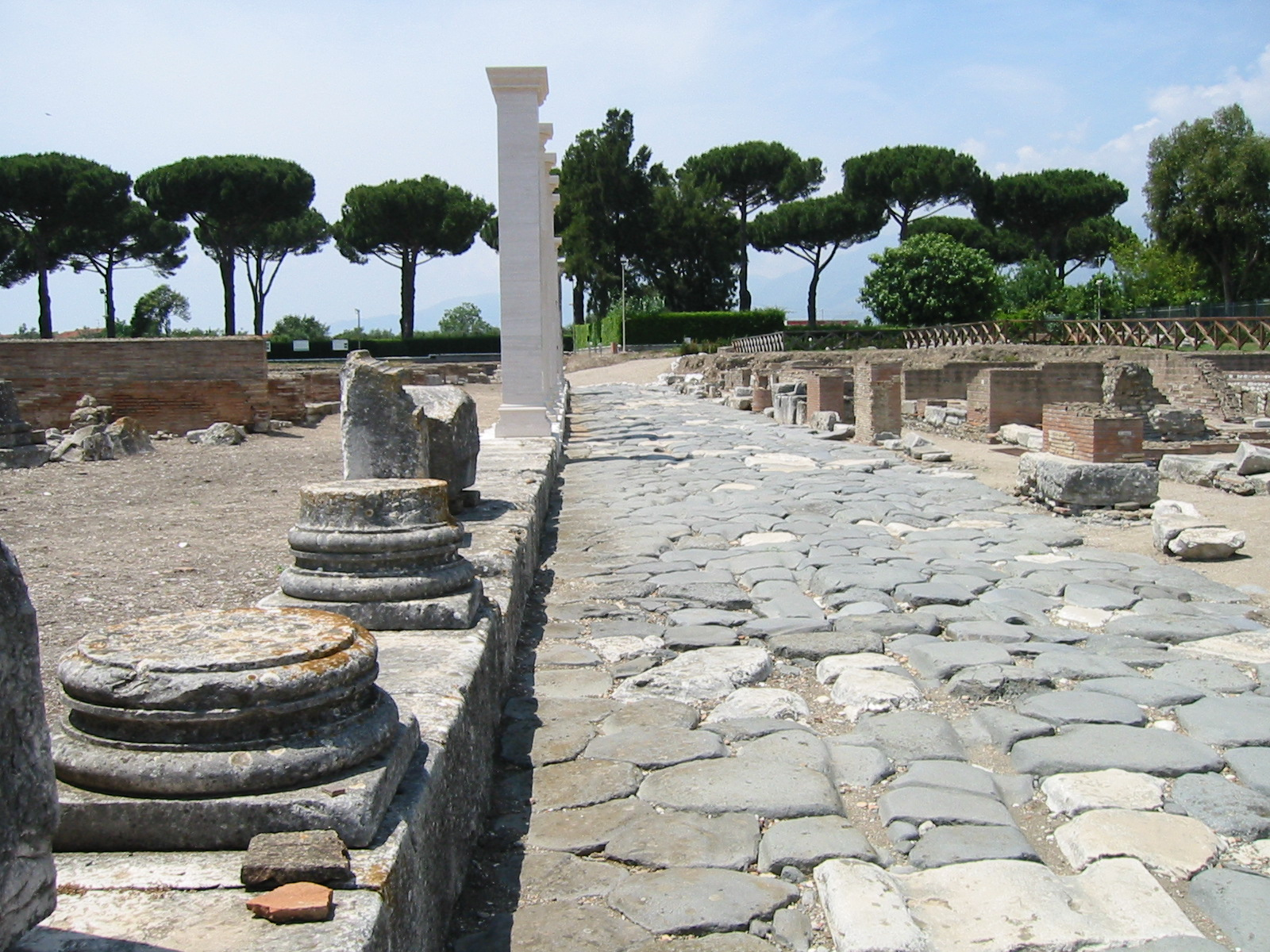
Аппієва дорога
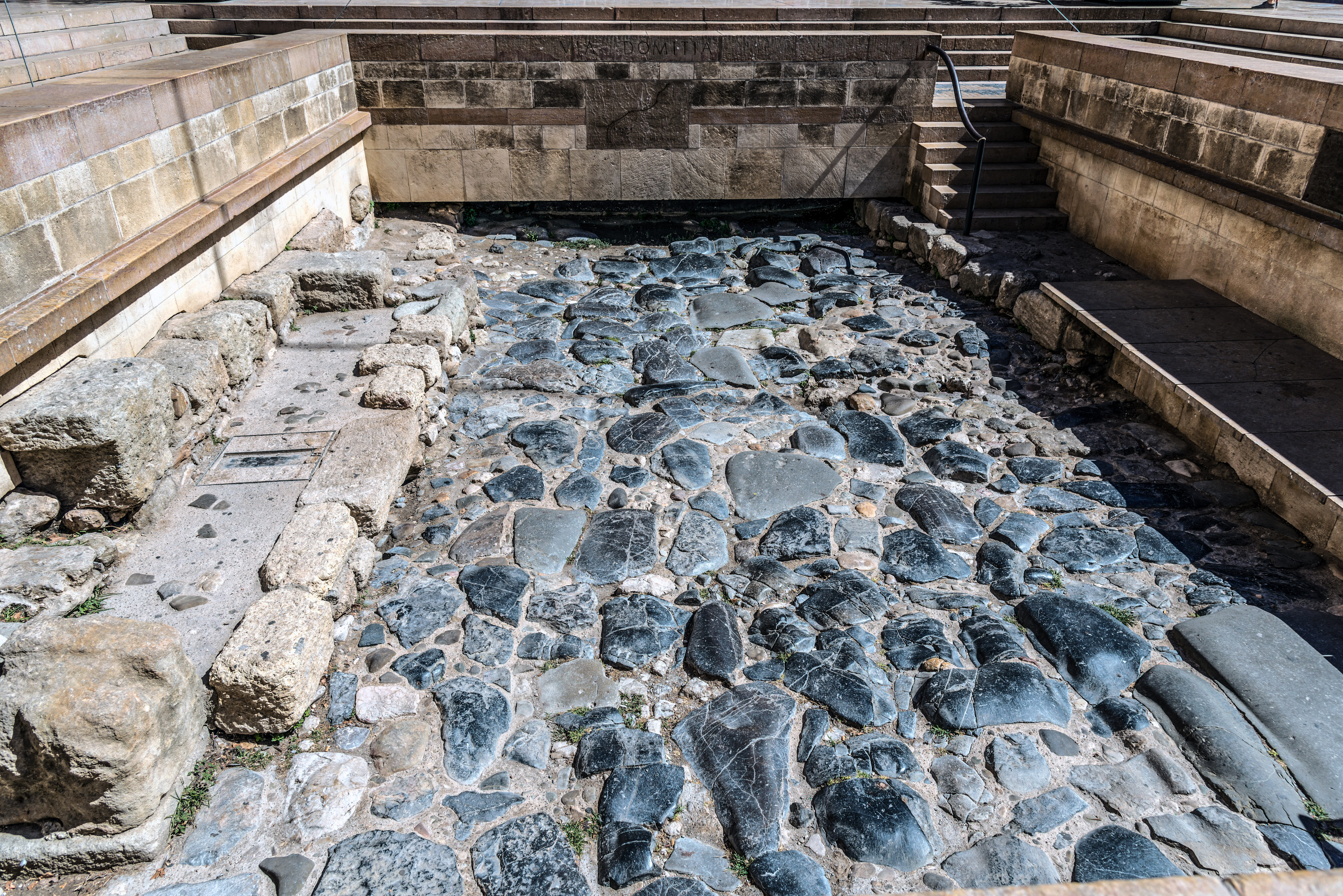
Доміцієва дорога в Нарбонні
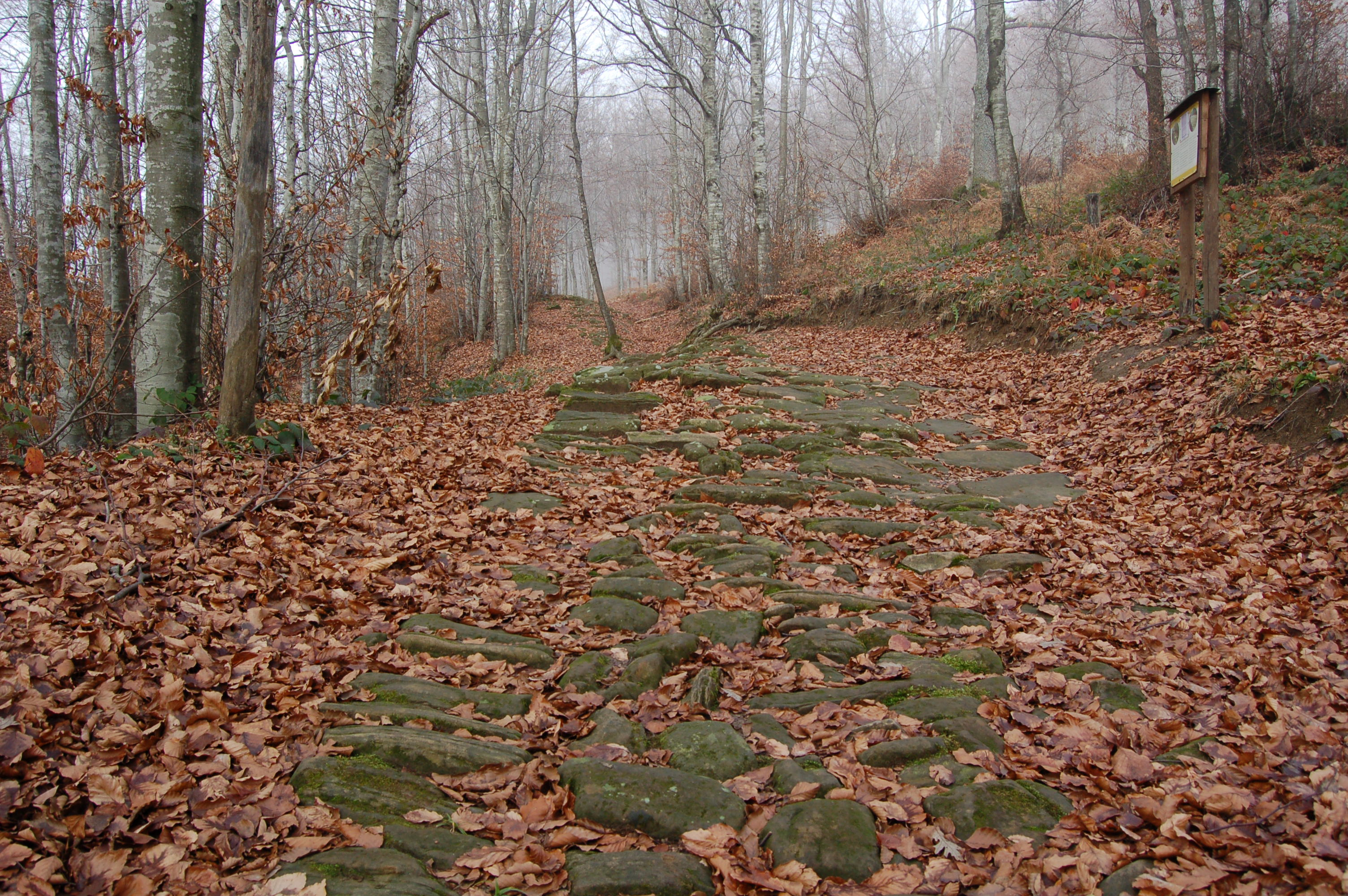
Мала Фламінієва дорога
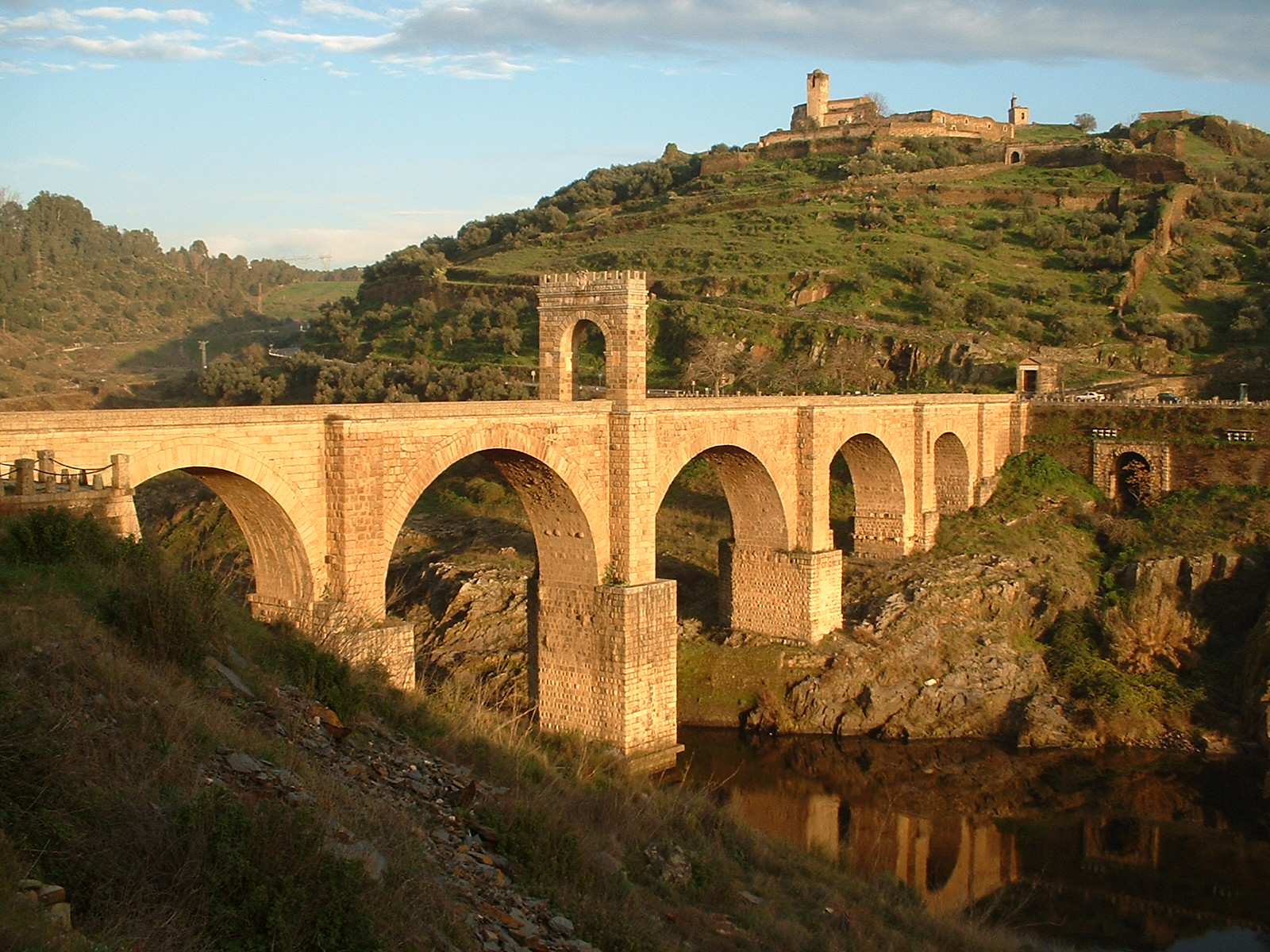
Римський міст в Алькантарі, Іспанія
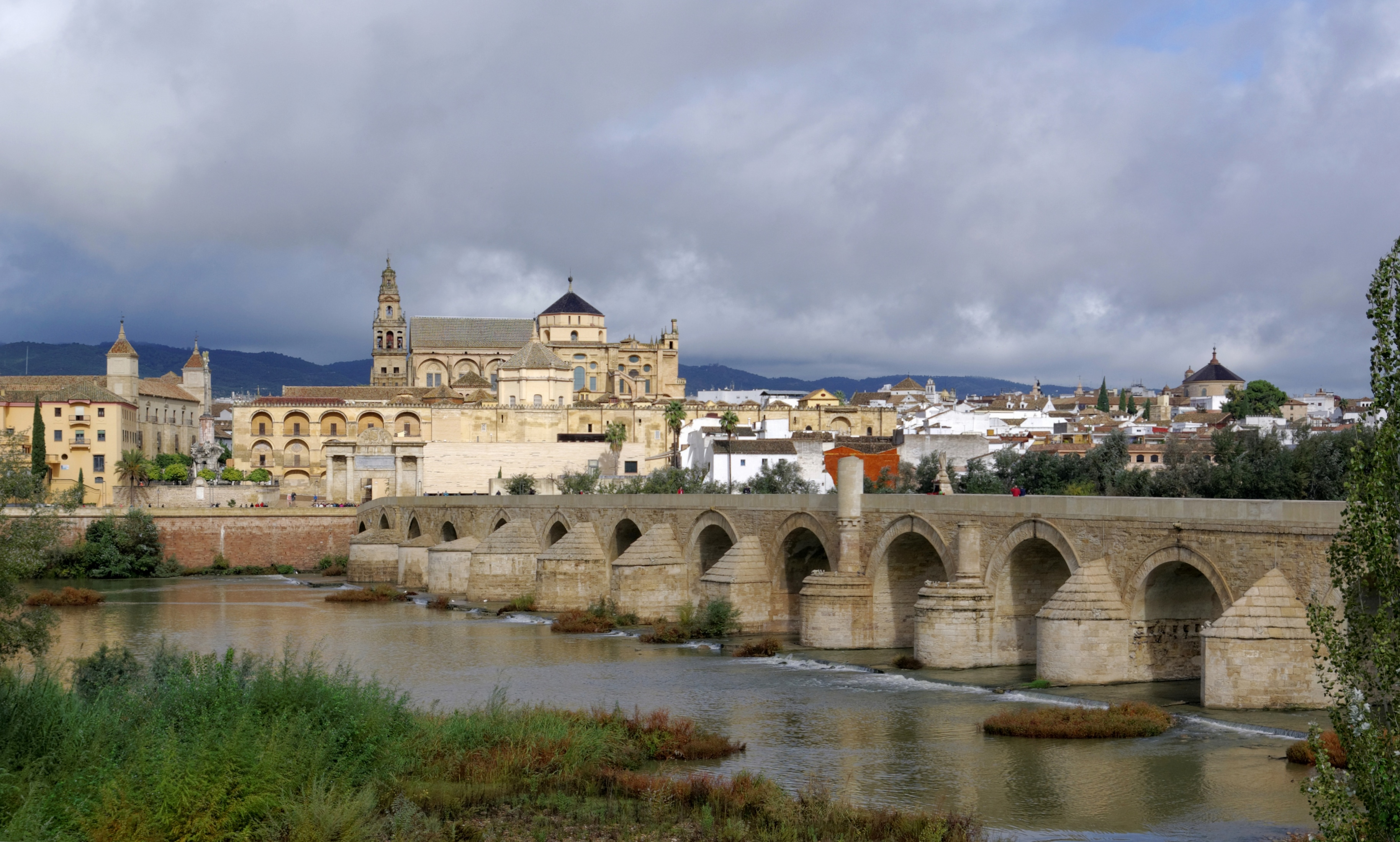
Римський міст у Кордобі, Іспанія
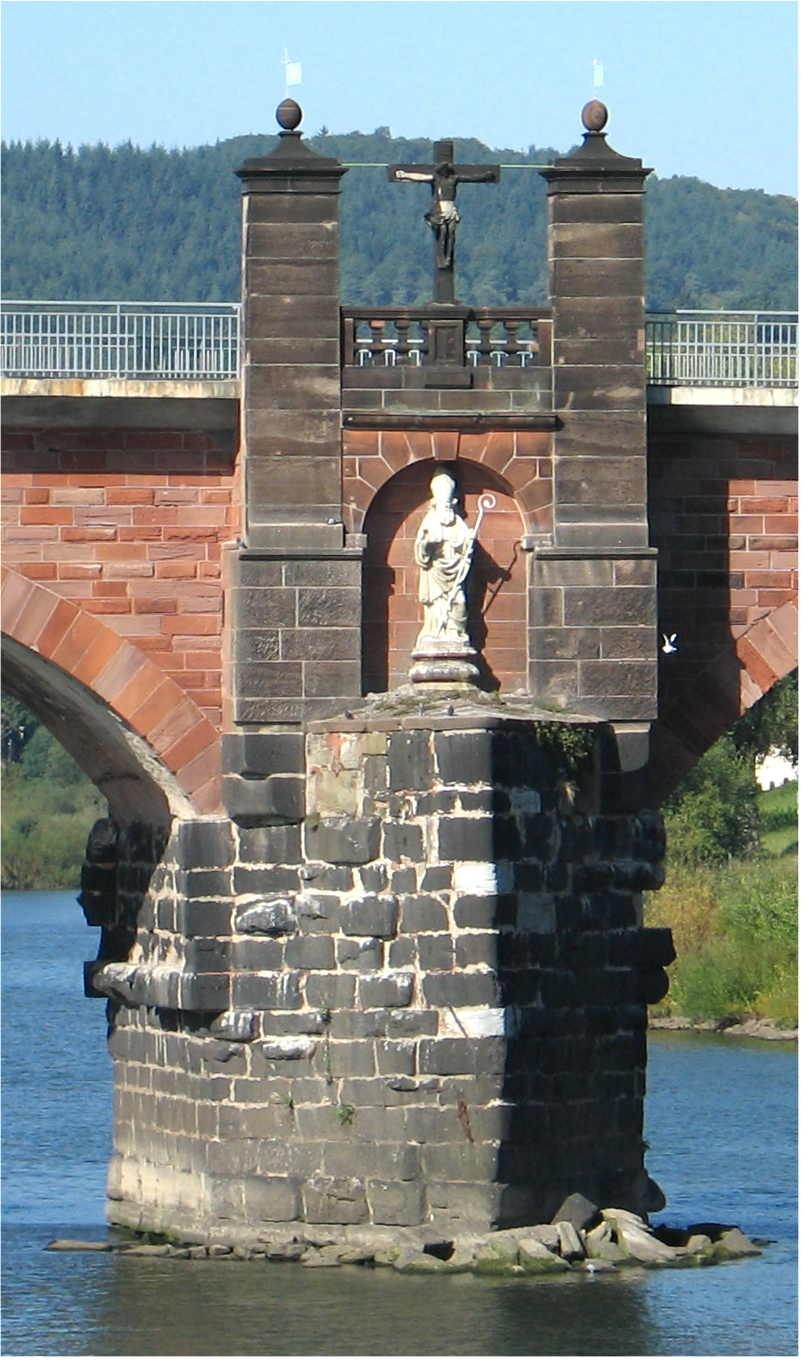
Трірський міст, збудований на римському фундаменті, Німеччина
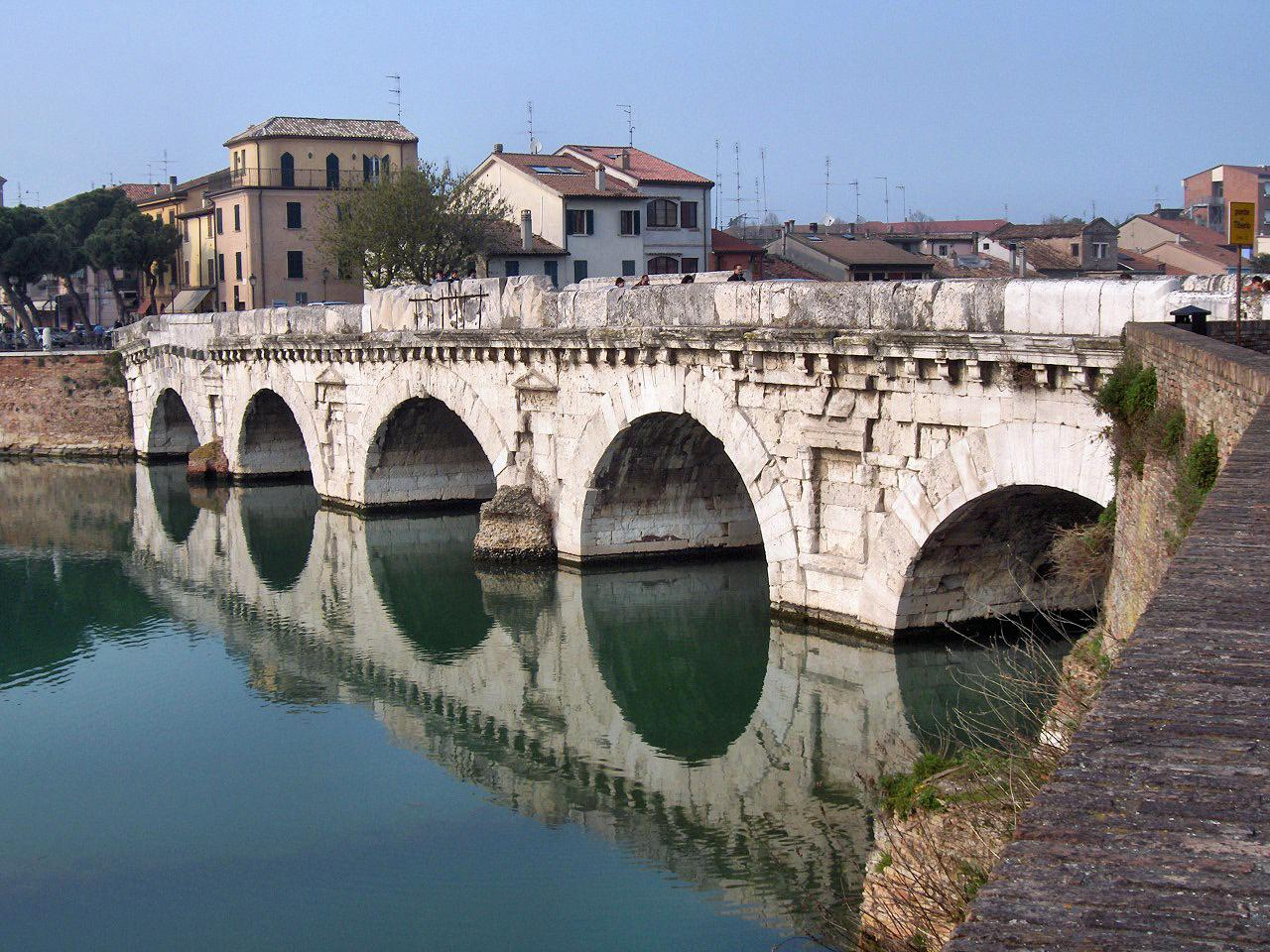
Римський міст у Ріміні
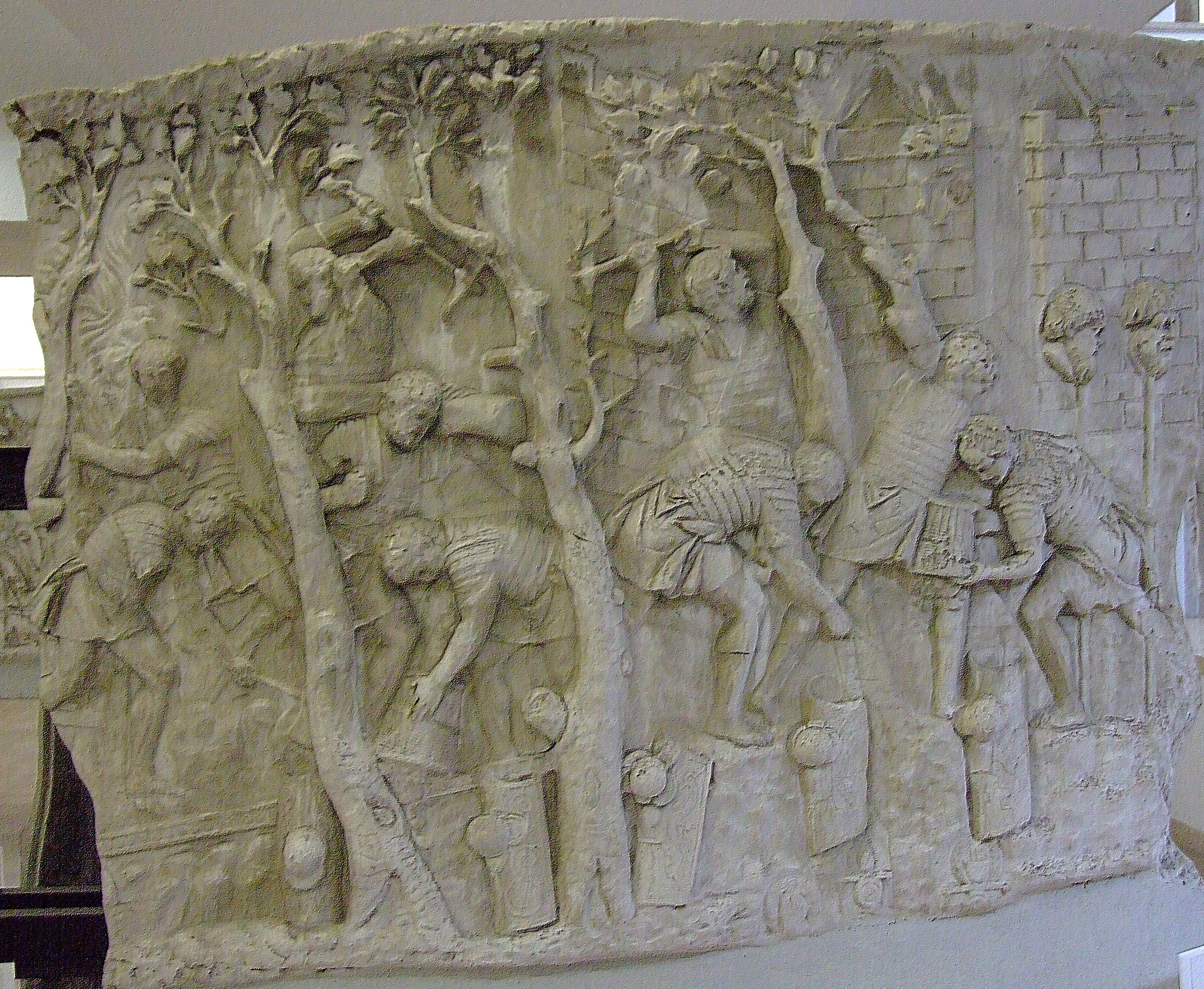
Барельєф з колони Траяна. Будівництво дороги
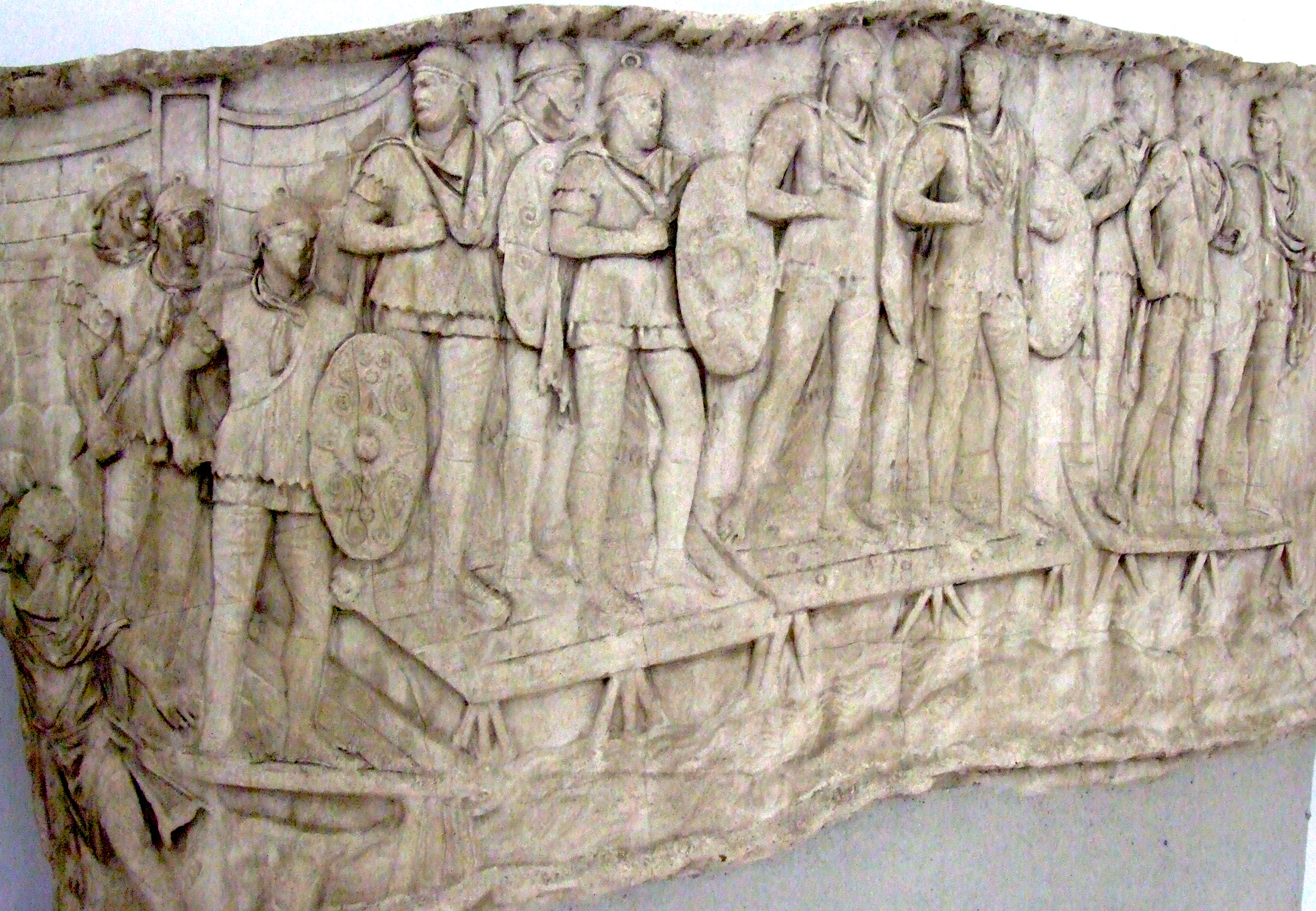
Барельєф з колони Траяна. Будівництво дороги
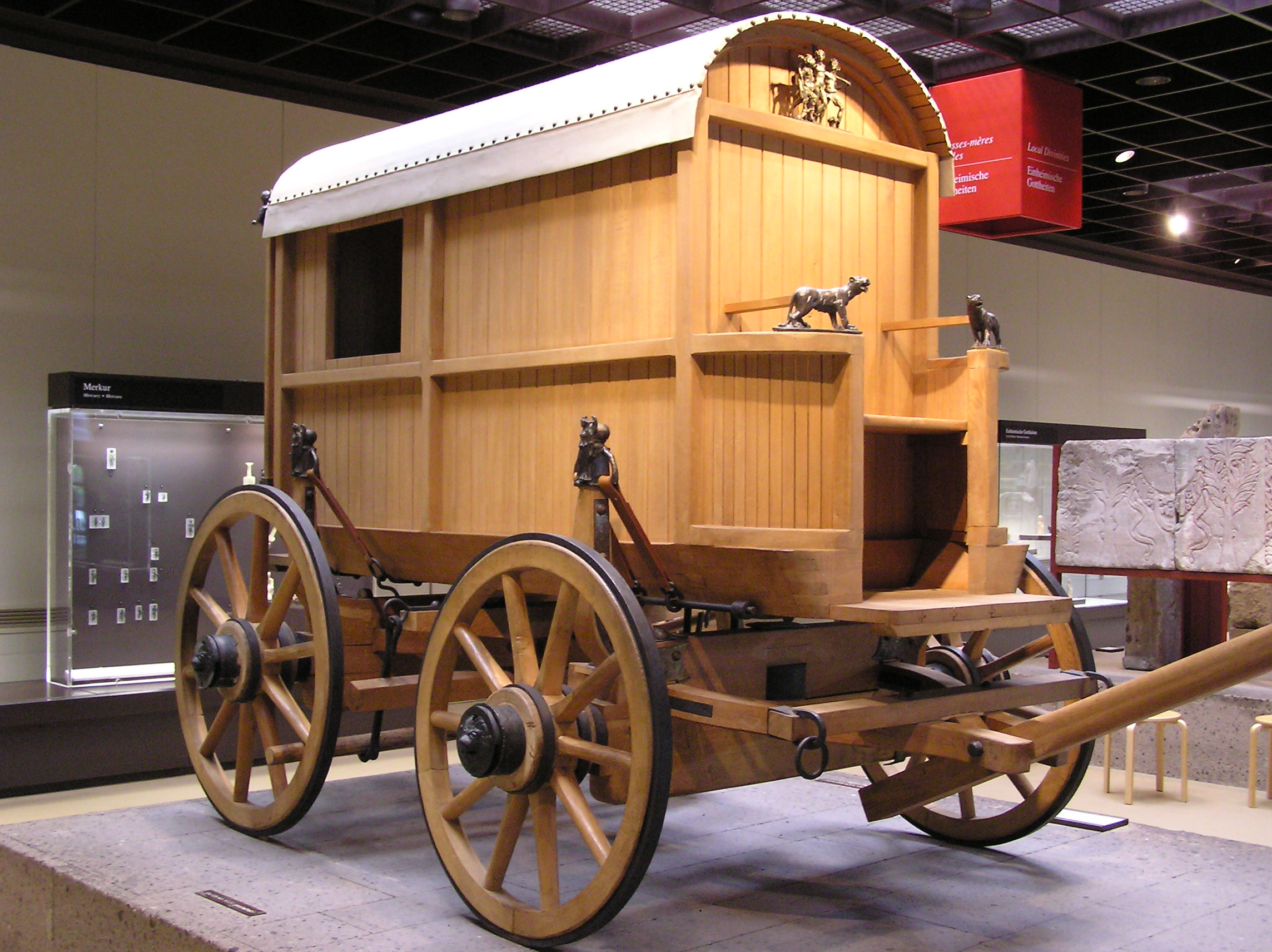
Римська повозка, реконструкція

## Мапи римських доріг

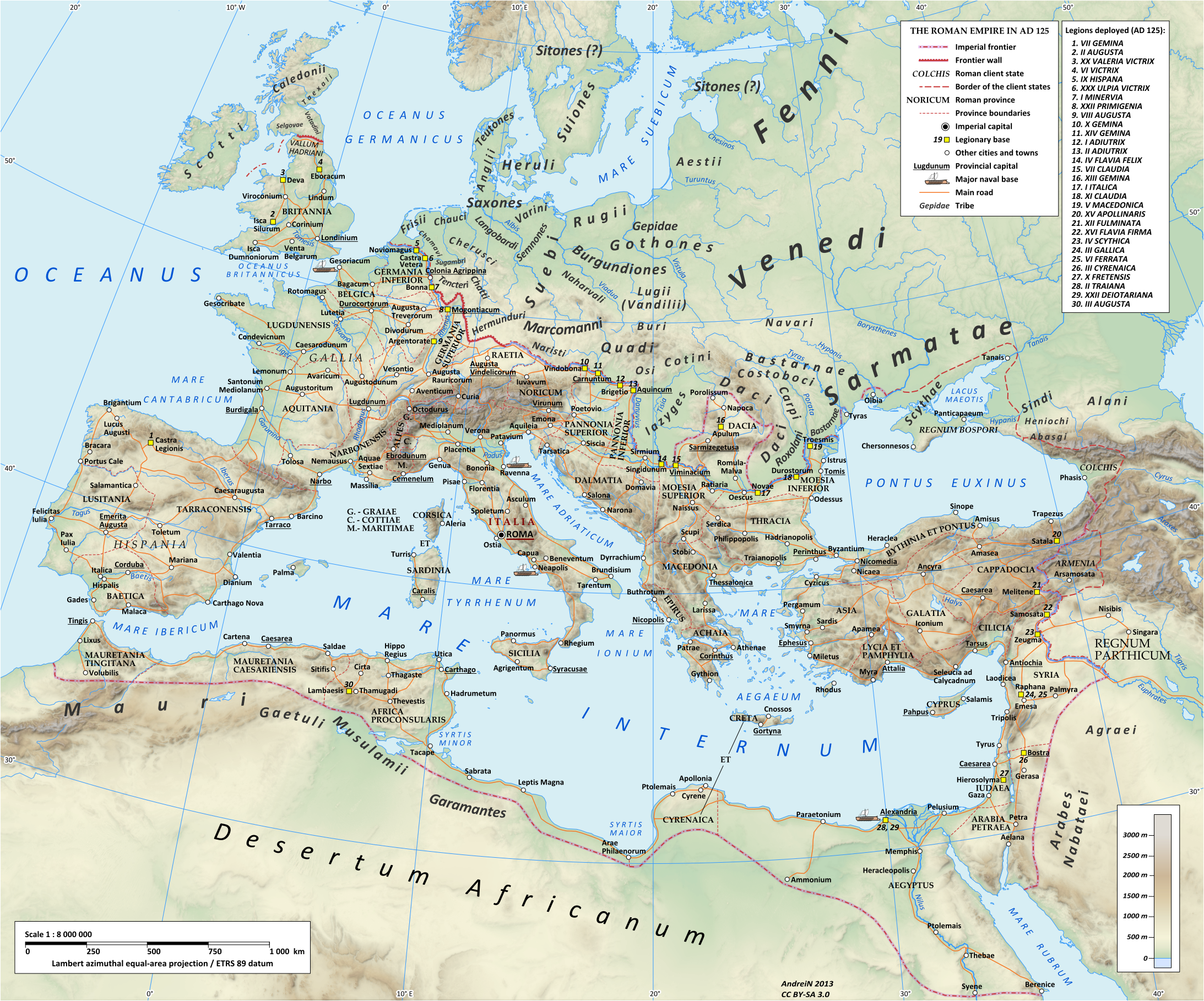
Римські дороги на мапі Імперії
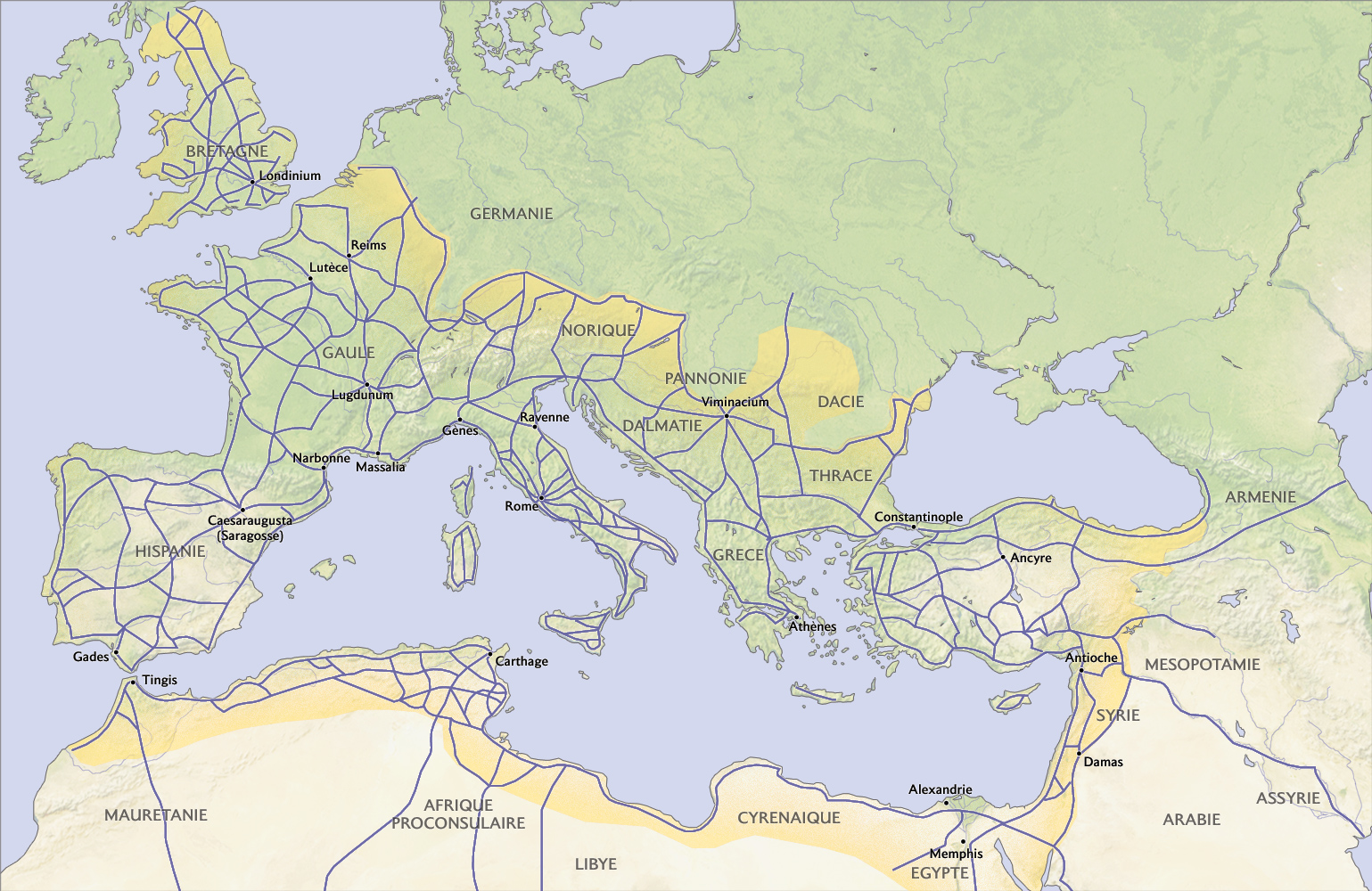
Римські дороги на мапі Імперії
Римські дороги Італії
Римські дороги Італії
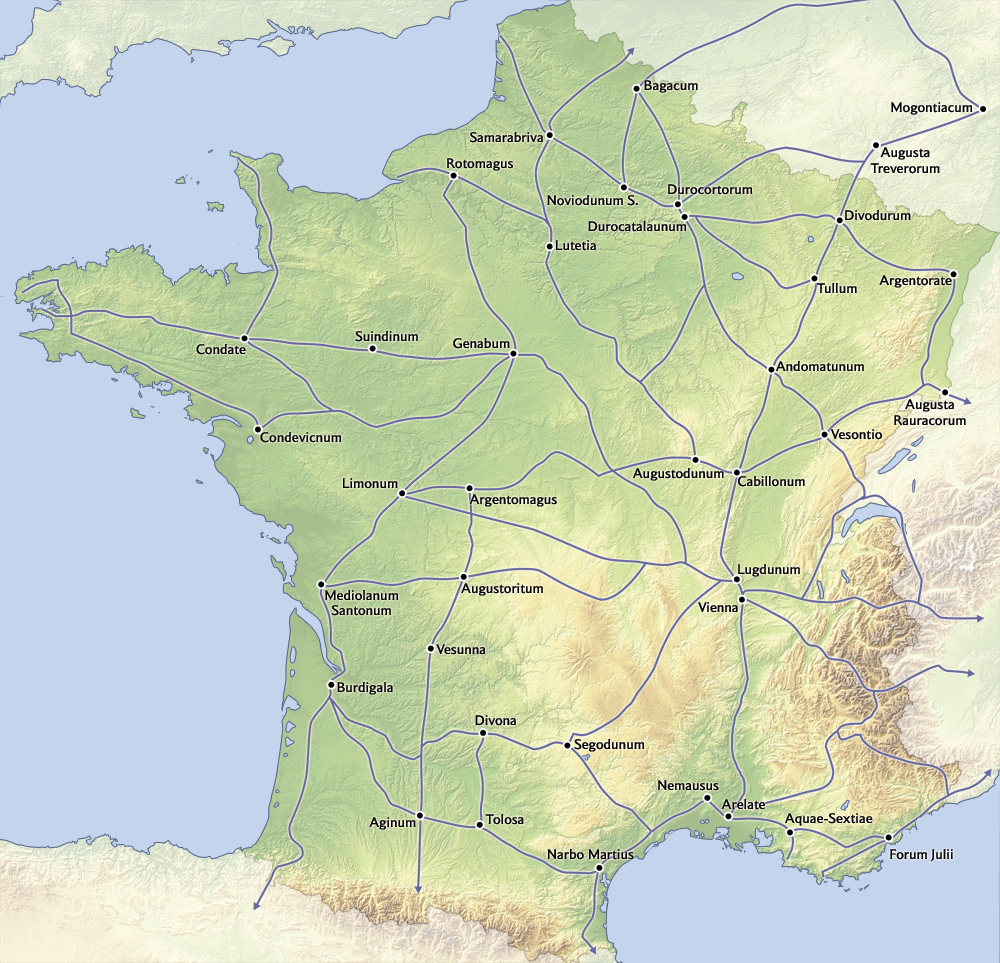
Римські дороги Галлії
Римські дороги Галлії
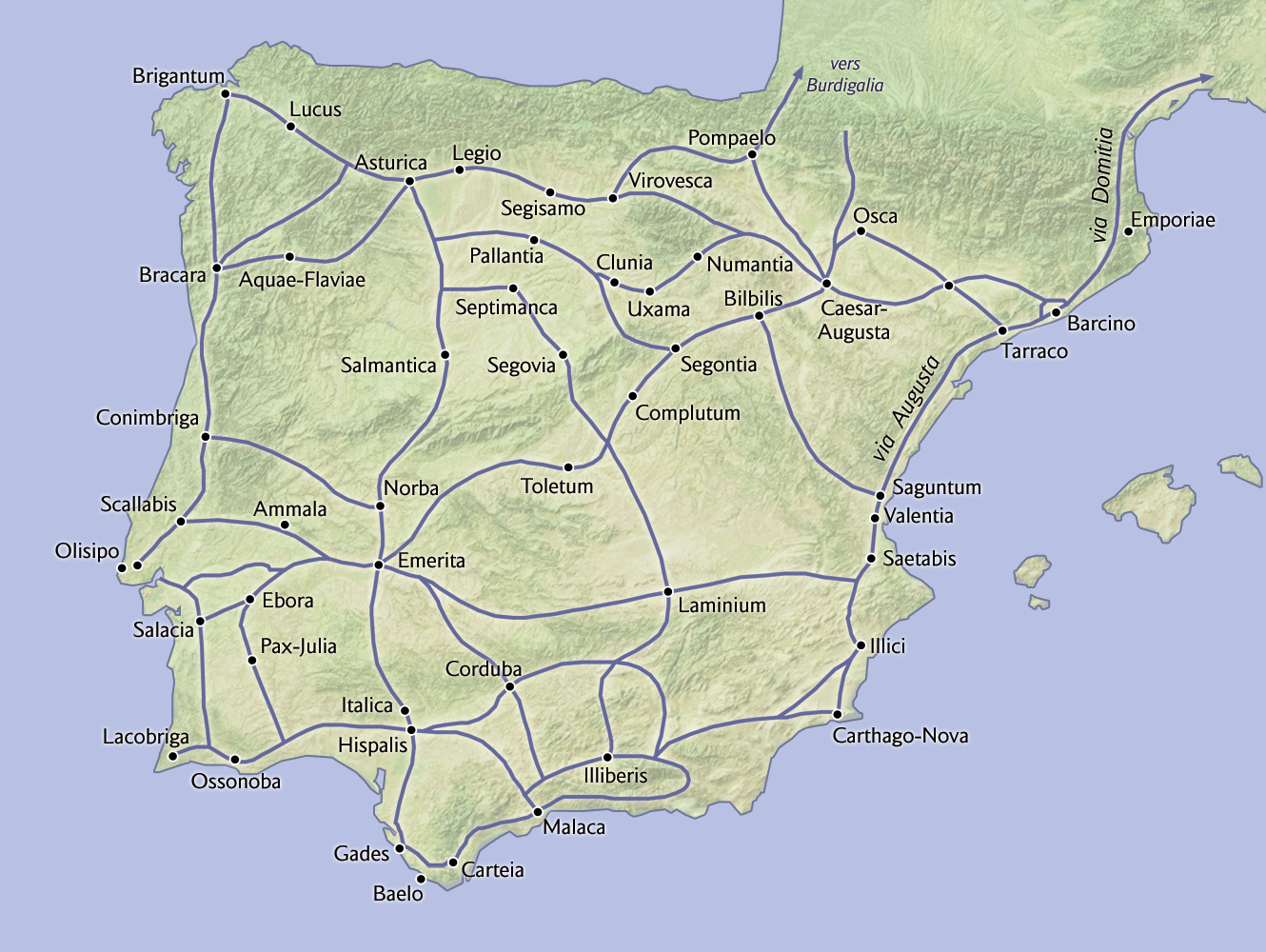
Римські дороги Іспанії
Дороги Іспанії
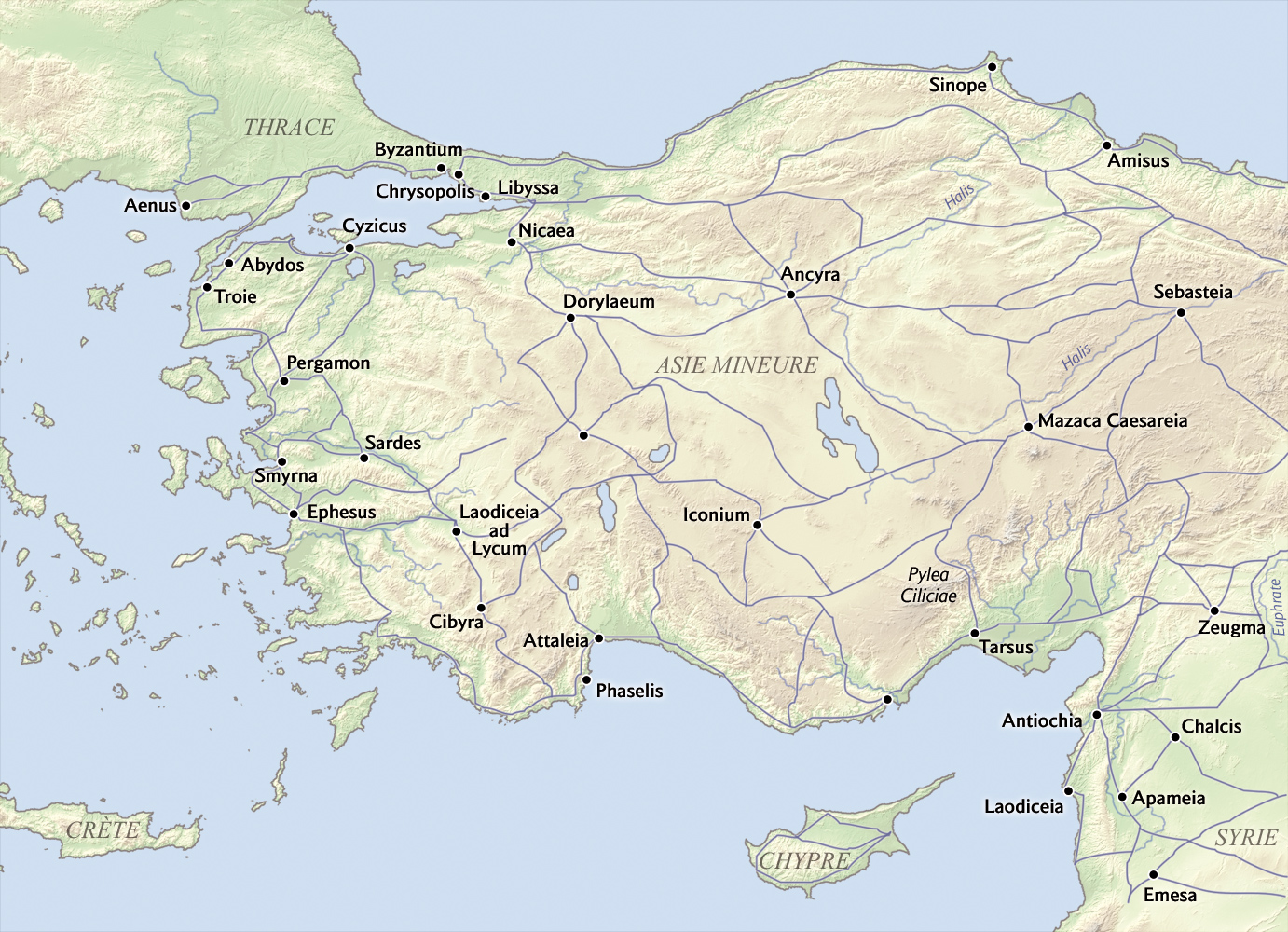
Римські дороги Анатолії
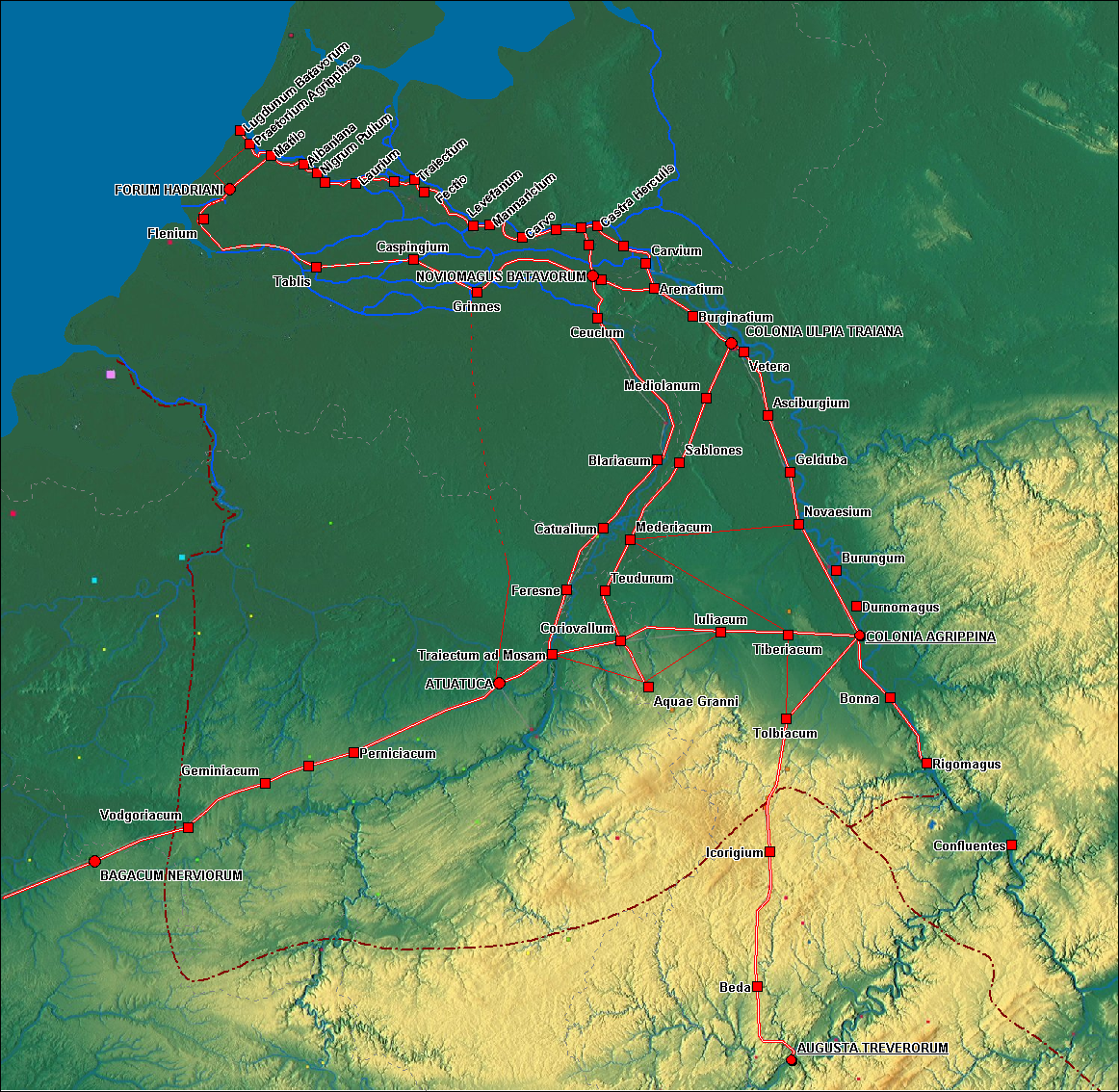
Дороги Нижньої Германії
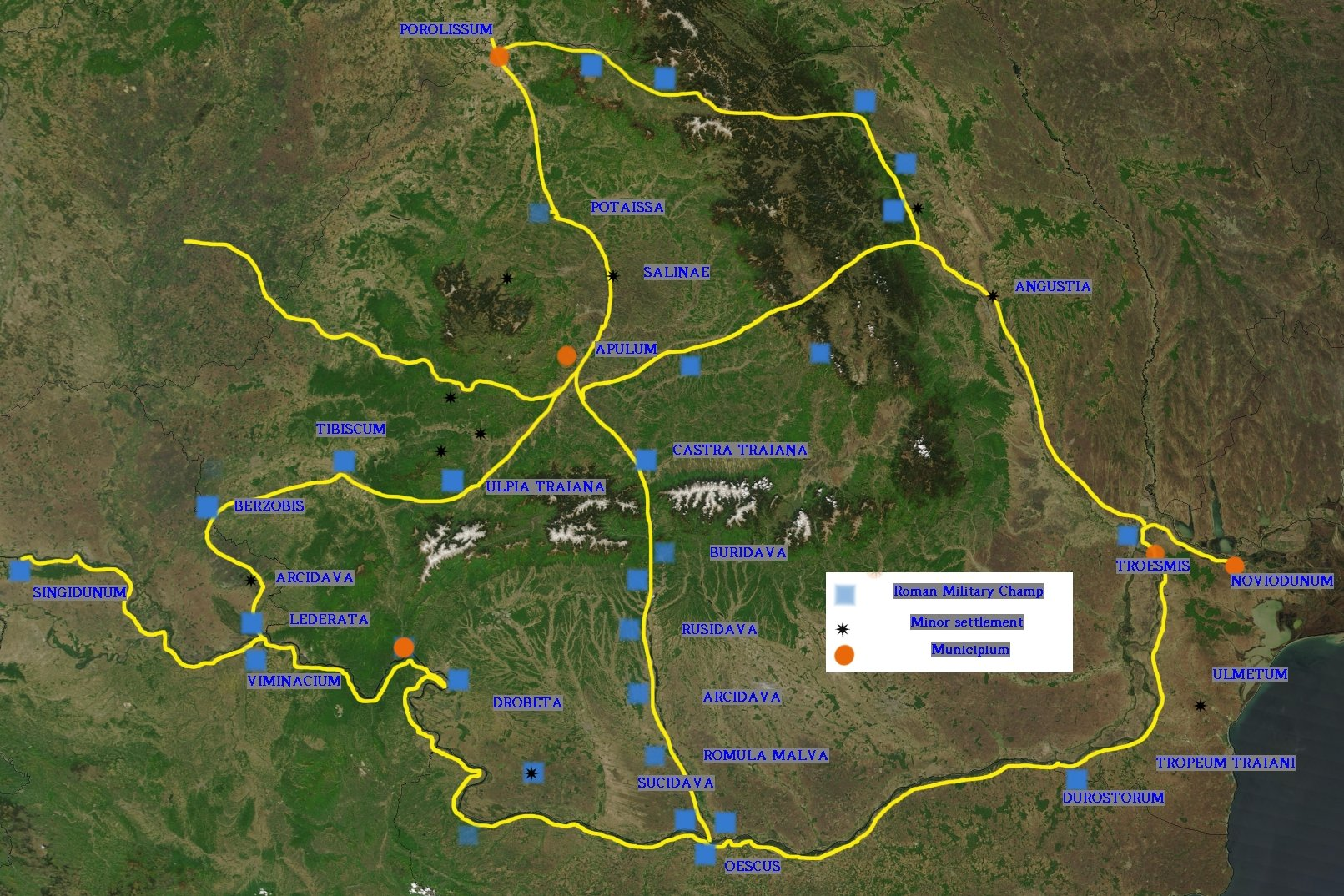
Дороги Балкан